# Neues Frankfurt

Das während des Projekts eingeführte neue Stadtwappen war ein Entwurf von Hans Leistikow nach Skizzen von Ernst May

Das Neue Frankfurt war ein Stadtplanungsprogramm zwischen 1925 und 1930, das alle Bereiche der städtischen Gestaltung in Frankfurt am Main umfasste. Es wurde vor allem durch die Wohnungsbauaktivitäten bekannt, welche die akute Wohnungsnot in den 1920er Jahren beseitigten. Als Projekt des Neuen Bauens setzte es ästhetische Maßstäbe. Darüber hinaus war es eine gesellschaftliche Reformbewegung, die viele Lebensbereiche umfasste.
Der Frankfurter Oberbürgermeister Ludwig Landmann ernannte 1925 den Architekten Ernst May zum Stadtbaurat, der fortan alle Aktivitäten leitete und sich mit einem Stab junger Architekten, Techniker, Künstler und Designer umgab, um das Projekt nachhaltig in der Stadt zu verankern. Gerade dieser umfassende Gestaltungsanspruch, der im Alltag der Gestaltung städtischen Lebens auch an vielen Stellen sichtbar wurde, unterscheidet das Neue Frankfurt von gleichzeitigen Projekten an anderen Orten.
Unter Mays Regie entstanden 12.000 Wohnungen als öffentlich-private Partnerschaft, 2000 mehr als geplant. Die Wohnungen erfüllten nicht nur das Grundbedürfnis des Wohnens – sie setzten Standards im Wohnungs- und Siedlungsbau, beispielsweise mit der Frankfurter Küche. Umgangssprachlich werden die zum Programm gehörenden Anlagen auch als „May-Siedlungen“ bezeichnet.

## Situation zu Beginn der 1920er Jahre

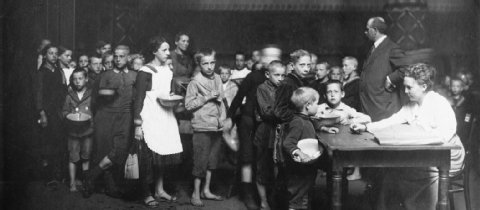
Kinderspeisung in der Dominikanerkirche 1916, eine kommunale Kinderbetreuung gab es zu jener Zeit nicht

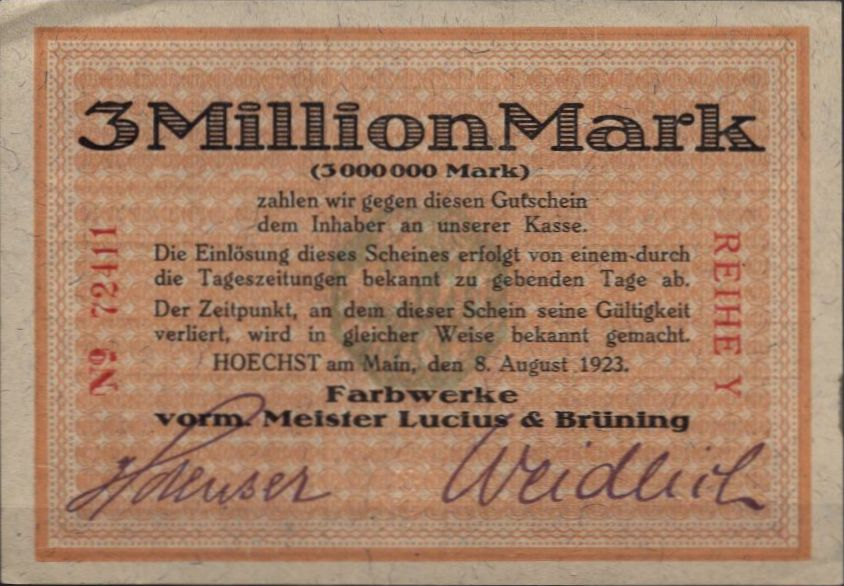
Notgeld von 1923, als Zahlungsmittel der Hoechst AG

Zu Beginn der 1920er Jahre hatte Frankfurt einen hohen Wohnraum- und Modernisierungsbedarf, war aber zeitgleich von der Währungskrise stark betroffen. Die Stadt musste Wirtschaftsflüchtlinge (beispielsweise in Folge der Ruhrbesetzung) aufnehmen, während sie zusätzlich durch Eingemeindungen wuchs. Frankfurt war bis zur Bildung von Groß-Berlin flächenmäßig die größte Stadt Deutschlands. Auch die hygienischen Zustände im Bestand waren für viele Einwohner noch dürftig: Tuberkulose und Rachitis waren verbreitete Volkskrankheiten. Viele Häuser, besonders in der Altstadt, verfügten noch über Gemeinschafts-Toiletten im Treppenhaus oder gar im Hof. Nur ein Teil der Wohnungen besaß bereits eigene Badezimmer, oft in der Form des Frankfurter Bades. Die Bewohner der dichtbesiedelten Stadtviertel waren meist auf Volksbrausebäder angewiesen, wie das 1887 eröffnete Merianbad. Enge Gassen verhinderten ausreichenden Lichteinfall oder zufriedenstellende Belüftung. Die rasche Industrialisierung und die allgemein übliche Heizung mit Kohleöfen führte zusätzlich zu Luftverschmutzung.
Am 2. Oktober 1924 wurde Ludwig Landmann zum Oberbürgermeister gewählt. Der Wahl war eine überparteiliche Einigung vorausgegangen, der die SPD erst kurz vor der Abstimmung ihre Zustimmung gab. Landmann trieb ehrgeizig das Projekt eines neuen Groß-Frankfurt voran. Einerseits sollte die neue Stadt zusammenwachsen, andererseits sich zu einer weltoffenen Metropole entwickeln. Landmann erkannte die Notwendigkeit einer kulturellen und gestalterischen Harmonisierung. Sozial sollte die in Arbeiterschaft und Bürgertum gespaltene Gesellschaft ausgesöhnt werden. Das Projekt wurde getragen von einer großen Koalition aus SPD, liberaler Deutscher Demokratischer Partei und katholischer Zentrumspartei.
Der extreme Wohnraumbedarf legte es nahe, diese Aufgabe Architekten und Städteplanern anzuvertrauen. Der liberale Landmann berief hierzu 1925 den gebürtigen Frankfurter Ernst May, der zu jenem Zeitpunkt für die städtische Schlesische Heimstätte der Stadt Breslau tätig war, den sozialdemokratischen Stadtkämmerer Bruno Asch und den Kulturdezernenten Max Michel. Der parteilose Ernst May erfüllte auch seine Rolle im Projekt als Puffer zwischen den politischen Positionen. Die genannten Protagonisten waren jüdischer Herkunft, aber faktisch ohne religiöse Bindung und Betätigung. Sie waren Vertreter eines modernen Judentums, das sich gesellschaftlich geöffnet hatte, beispielsweise durch Ehen mit Christen oder durch ein für eine kleine Gruppe überdurchschnittliches Engagement im kulturellen und wissenschaftlichen Bereich.
Erste städtebauliche Überlegungen gingen davon aus, dass die Innenstadt nicht mehr primär Wohnzwecken dienen sollte, sondern ein Ort des Handels sein würde, wobei sich die großen Büros an der Bockenheimer Landstraße befinden sollten. Die Stadt sollte nicht unkontrolliert nach außen wachsen, sondern Wohnraum sollte in „Trabanten“ mit Grünflächen zwischen ihnen geschaffen werden. Auch wurde auf eine gute Anbindung bisheriger Ortsteilkerne geachtet. Eine strikte Trennung von Wohnen und Arbeiten wie in der Charta von Athen propagiert, sollte jedoch keine große Rolle spielen. Neben den Wohnbauten sollte wegen der kurzen Wege auch Industrie angesiedelt werden. Auch das Wohl der Jugendlichen und Kinder fand in manchen Überlegungen Platz. Faktisch war nicht nur Wohnraum, sondern nahezu die gesamte öffentliche Infrastruktur zu schaffen, die bis dahin entweder vernachlässigt worden war oder für die keine Notwendigkeit bestand.

## Umfang

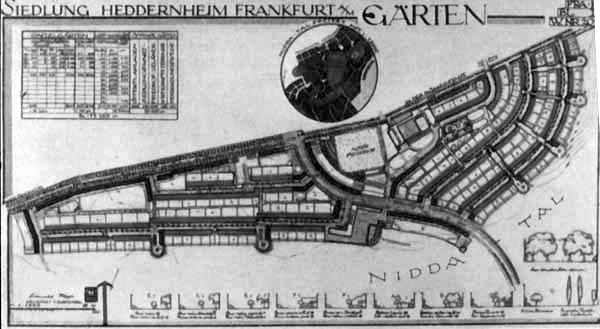
Gartenplanung von Leberecht Migge für die Siedlung Römerstadt. Man beachte, dass sich Migge beim Zeichnen nicht an die Gestaltungsrichtlinien des Neuen Frankfurt gehalten hat.

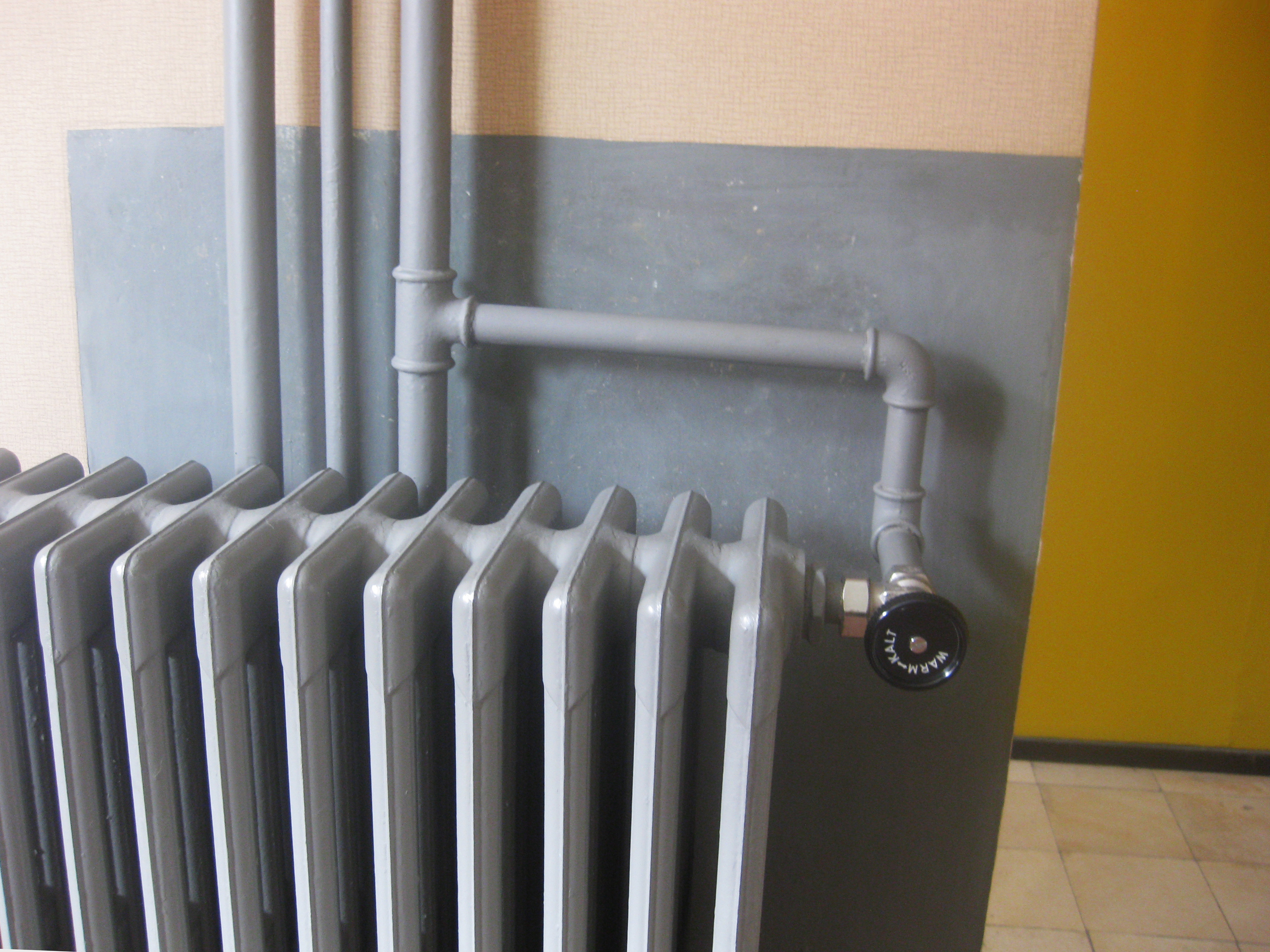
Zentralheizung und bunte Farben. Beides nach Befund rekonstruiert im Ernst-May-Haus

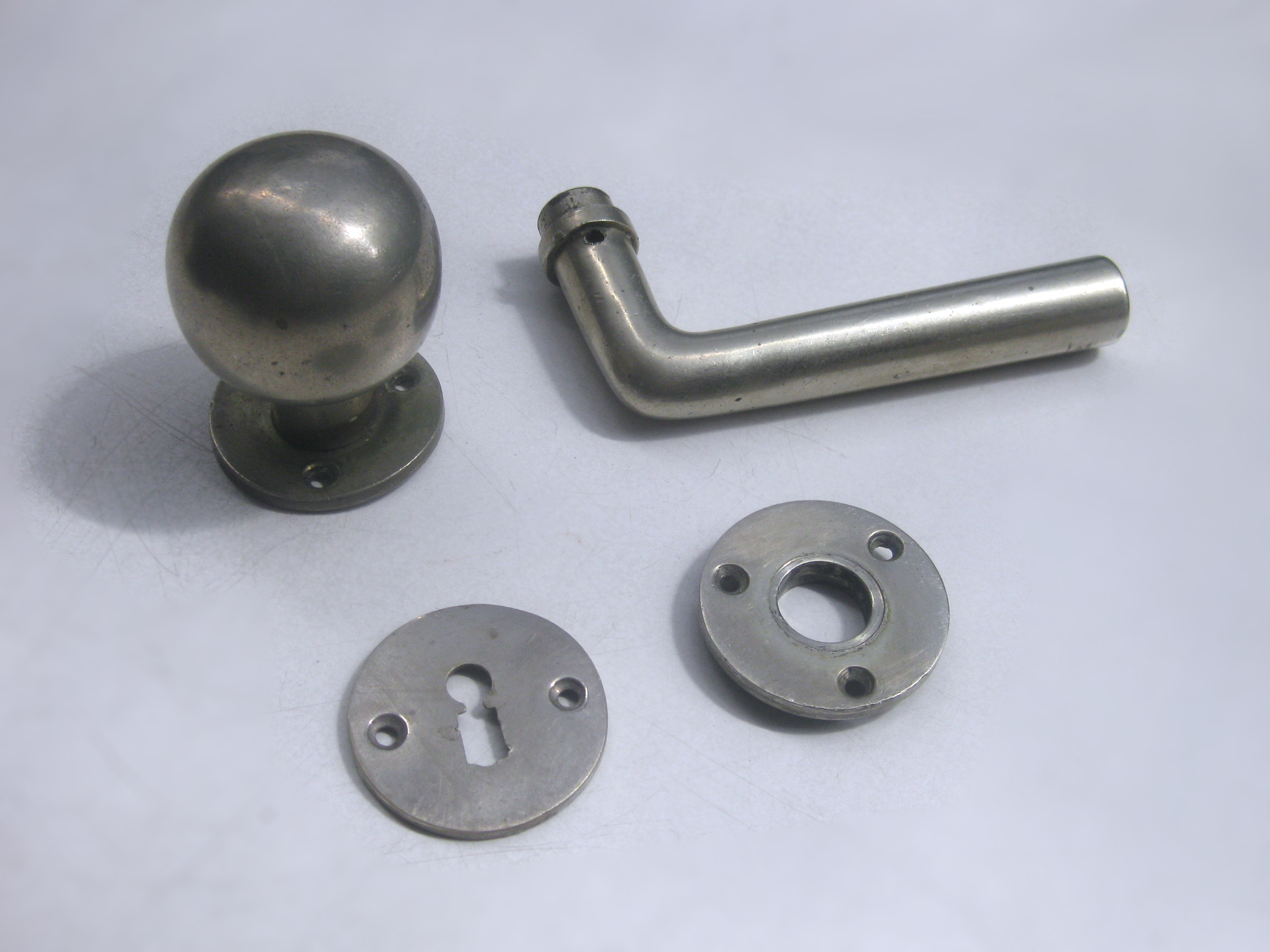
Türklinke von Ferdinand Kramer

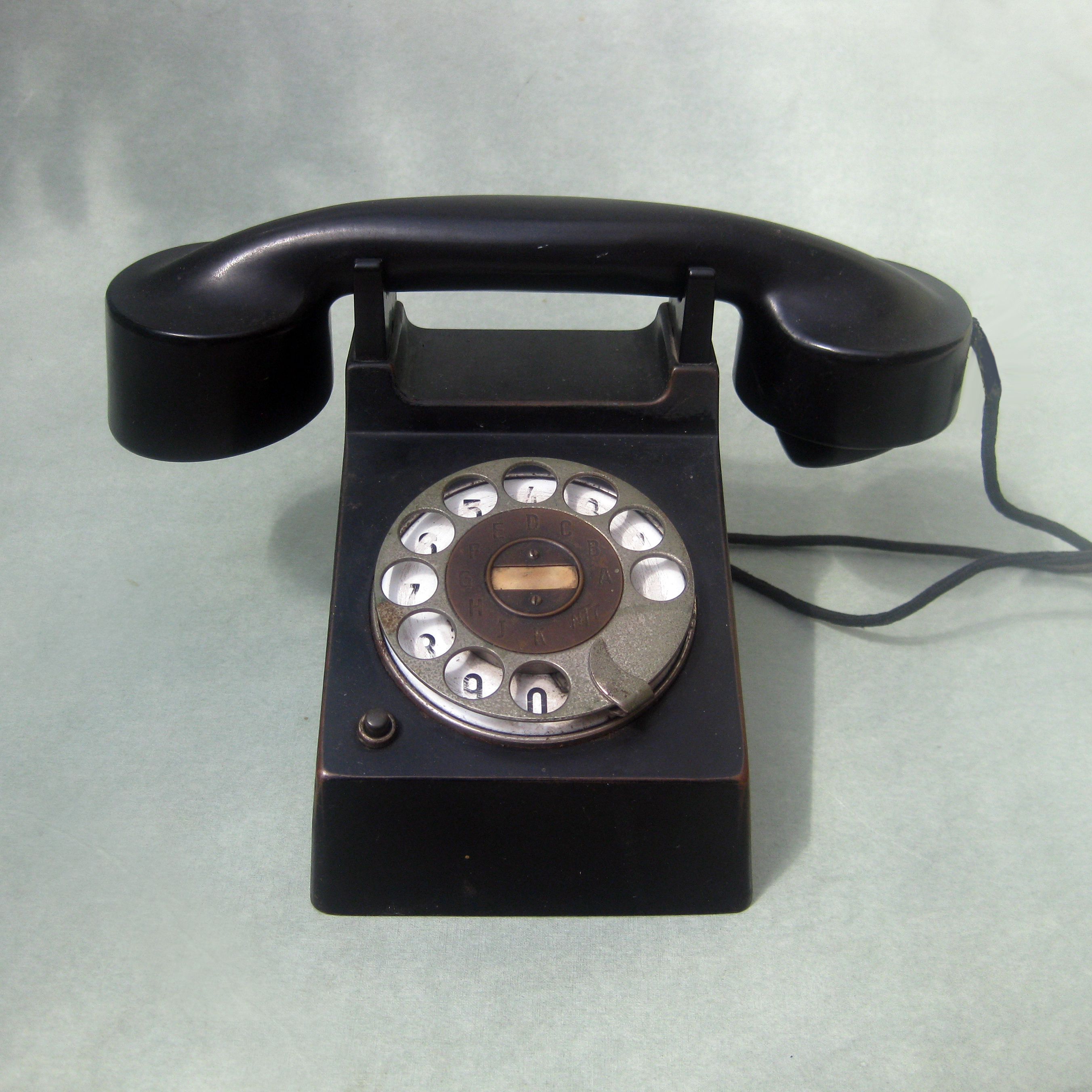
Telefon der Modell-Linie „Frankfurt“ hergestellt von Fuld & Co., wahrscheinlich von Richard Schadewell und Marcel Breuer entworfen

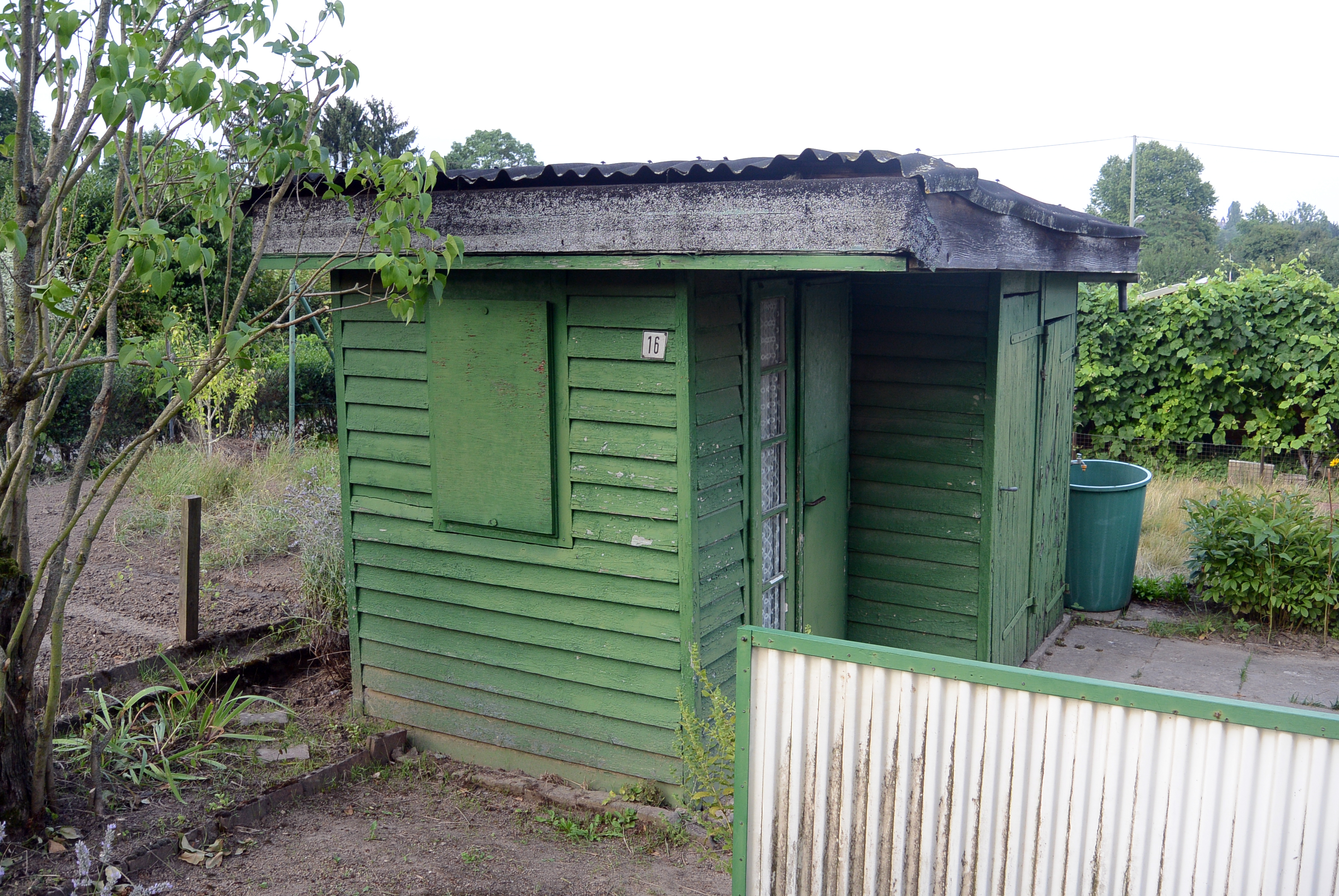
Typisiertes Schrebergartenhaus (Gartenlaube) Typ II, in der Römerstadt (Zustand 2014)

Die Architektur des Neuen Frankfurt brach mit traditionellen Methoden des Wohnungs- und Städtebaus. Zugleich waren Elemente aus der englischen Gartenstadt zu finden. Die Siedlungen des Neuen Frankfurt sind ein bedeutendes Beispiel der klassischen Moderne und des Funktionalismus, wie er in der Architektur und im Design von 1920 bis 1968 prägend war. Sie weisen eine verblüffende formale Homogenität auf.
Generell wurde nichts dem Zufall überlassen, was zu gestalten war und im weitesten Sinne in den Kompetenzbereich der Planer fiel. Ernst May und seine Mitarbeiter setzten auf Standardisierung und Normung von Bauteilen. In dem Bauprojekt wurden in einem größeren Maßstab die Ziegelbauweise durch ein neues Montageverfahren ersetzt, patentiert als Frankfurter Montageverfahren. Dafür ließ Ernst May 1926 eine Fabrik zur Fertigung von Bimsbetonplatten errichten, welche in einem Baukastensystem zu Häusern zusammengesetzt werden konnten. Da die Bauteile als Bauplatten bezeichnet wurden und man die Fabrik auch als Bauplattenfabrik betitelte, tauchte damit der Begriff „Plattenbau“ auf. Daher wird in Publikationen oft vom Einsatz von Plattenbauten gesprochen, technisch handelt es sich allerdings um Block- und Streifenbauweisen. Ernst May verzichtete auf geschosshohe Betonplatten, um ungelernte Arbeitskräfte beschäftigen zu können, sowie im Wissen um die Probleme in den Niederlanden mit Transport, Kranauslastung und der Maßgenauigkeit der Betonteile. Diese Erfahrungswerte bauten auf Wagners Vorarbeiten bei der Kriegsheimstätten-Siedlung auf, der heutigen Splanemann-Siedlung.
Im Gegensatz zu Mays Nachkriegsbauten griffen sie auf kleinteilige räumliche Strukturen zurück, die bei aller Normung viel Gewicht auf ästhetische Details und ortsspezifische Gestaltung setzten. Beispielsweise wurden Straßenverläufe einer römischen Mauer nachempfunden. Mit vergleichsweise geringen Kosten entstand ein hoher Wohnkomfort. So wurde etwa bei Türen auf eine aufwendige Kassettierung verzichtet. Auch die in drei Größen entwickelte Frankfurter Küche, ein Prototyp der Einbauküche, wurde in jede Wohnung eingebaut und nutzte den geplanten Raum optimal. Auch andere Bauteile bis hin zu Einrichtungsgegenständen wurden im Frankfurter Register katalogisiert. Ernst May veranlasste auch die Beschäftigung von Arbeitslosen in dafür gegründeten Gesellschaften, von denen beispielsweise die Betonplatten, aber auch Möbel und Einrichtungsgegenstände gefertigt wurden.
1927–1928 entwarf Hans Leistikow im Auftrag Mays die „Siedlungstapeten“ für die Marburger Tapetenfabrik; diesem Beispiel folgte 1929 das Bauhaus und brachte seine „Bauhaus-Tapeten“ auf den Markt.
Von den Siedlungen aus sollte ein Naturerleben möglich sein und die bebaute Fläche einen Bezug zur natürlichen Umwelt haben. Max Bromme erreichte eine Ausweitung der städtischen Grünflächen von 200 auf 450 Hektar. Die Grünflächen zwischen den Siedlungen wurden erstmals angelegt und als Grüngürtel bezeichnet. Sie bildeten die Grundlage des heutigen Frankfurter Grüngürtels. Nutzgärten sollten in Krisenzeiten den Familien eine gewisse Unabhängigkeit bei der Versorgung mit Lebensmitteln bieten. Einer der Gartenarchitekten war Leberecht Migge, wie May ein Freund des englischen Gartenstadtmodells. May beauftragte Walter Gropius und Adolf Meyer, ästhetische Richtlinien für die Friedhofsordnung auszuarbeiten, die einem Geiste der „Schlichtheit und der Wahrheit“ entsprechen. Die Bildhauer Richard Scheibe und Josef Hartwig gestalteten exemplarische Grabsteine aus regionalem Material. Diese Typisierung war damals nicht unüblich. Pablo Picasso beispielsweise weigerte sich, einen Grabstein für einen Freund auf einem französischen Friedhof aufzustellen, den er als „Jahrmarkt von Denkmälern“ bezeichnete. Selbst Kleingartenkolonien wurden als Teil des Stadtbildes verstanden: den Kleingärtnern wurden typisierte Hütten vorgeschrieben, die von Architekten der Stadt entworfen und kostengünstig industriell gefertigt wurden.
Spätestens ab der Zusammenarbeit von Ernst May mit Fritz Wichert bestand auch eine Verbindung des Projekts zur Städelschule. Studenten bekamen über das Projekt Aufträge der Stadt. Christian Dell, der Leiter der Metallwerkstatt des Städels/Kunstgewerbeschule, entwarf Leuchten für das Frankfurter Register. Dieser Erfolg führte zu Folgeaufträgen von Konkurrenzfirmen für den Designer.

### Finanzierung
Für das Projekt wurde viel Bauland benötigt. Viele Frankfurter Familien besaßen ein Stück Land am Stadtrand, das einst zur Selbstversorgung diente, sodass es noch im 20. Jahrhundert viele Grundbesitzer gab. Die Stadt besaß 43,2 Prozent ihrer Fläche, 22 Prozent gehörten jedoch zum Stadtwald. Auf dem freien Markt wurde geeignetes Land für 5 bis 15 Reichsmark pro Quadratmeter angeboten. Diese Preise verhinderten jedoch eine Bautätigkeit mit sozialen Zielen. Mit Berufung auf das preußische Gesetz zur Umlegung von Grundstücken in Frankfurt am Main enteignete die Stadt Grundeigentümer und entschädigte sie mit durchschnittlich 3,50 Reichsmark pro Quadratmeter.
Die Ansicht war, dass für den Komfort der neuen Bauten höhere Mieten als für Bestandsbauten akzeptiert werden würden und es einen Markt für Neubauten gäbe. Der städtische Beitrag von 50 Prozent der Kosten für die Wohnbauten wurde zur Hälfte mit der Hauszinssteuer und zu 30 Prozent mit Darlehen finanziert, der Restbetrag bestand aus Eigenmitteln.
Beteiligt waren die kurz zuvor mit Inflationsgeld von der Stadt zu 90 Prozent erworbene Aktienbaugesellschaft für kleine Wohnungen, die Mietheim AG und die Hellerhof AG als einzige fast vollkommen privatwirtschaftliche Gesellschaft im Besitz von Philipp Holzmann. Das Eigenkapital der Wohnungsbaugesellschaften betrug nur 20 Prozent. Sie nahmen zur Finanzierung im In- und Ausland Kredite auf und emittierten Anleihen. In Anbetracht überschuldeter öffentlicher Kassen während der Weimarer Republik fielen die großen Investitionen Landmanns nicht auf. Im Gegenteil, die Stadt konnte aufgrund guter Haushaltsführung im Ausland Anleihen aufnehmen. Für die Finanzierung und die Kapitalbeschaffung zeichnete der aus einer Kaufmannsfamilie stammende Ökonom und Stadtkämmerer Bruno Asch verantwortlich.

### Die Frankfurter Norm und das Frankfurter Register
Als Frankfurter Norm wurde ein Programm entwickelt, das für die Wohnungen Bauteile wie Fenster und Betonelemente sowie gestalterisch dazu passende Gebrauchsgegenstände wie Türklinken, Möbel, Geschirr normierte. Hierfür wurde die Abteilung für Typisierung eingerichtet. Privatleute bekamen Preisnachlässe und Hilfe, wenn sie für ihr Bauprojekt solche Bauteile bezogen. Die Erwerbslosenzentrale der Stadt Frankfurt produzierte Möbel, die über die städtische Hausrat GmbH vertrieben wurden. Diese wurde am 14. Januar 1930 aufgelöst. Die Möbel gestaltete nach seiner Übersiedlung nach Frankfurt 1927, der Architekt Franz Schuster. 1925 bereits gewann der Architekt und Designer Ferdinand Kramer das Preisausschreiben der Hausrat GmbH. Diese Möbel wurden vielfach produziert, auch in Zusammenarbeit mit der Kunstgewerbeschule, wie die Städelschule damals hieß.

„Ein Grundriss mag noch so organisch aufgebaut sein, die Abmessungen mögen noch so zweckmäßig berechnet werden, die ästhetischen Verhältnisse der Räume mögen noch so glücklich sein, im Augenblick wo der übliche minderwertige Hausrat seinen Einzug hält, schwindet die Harmonie“

Die Konsumgüter der Frankfurter Norm wurden als Hochglanzbeilage mit dem Namen Frankfurter Register in der Zeitschrift Das neue Frankfurt, Monatsschrift für Problem der moderner Gestaltung mit fortlaufender Nummer publiziert. Das Zentralblatt der Bauverwaltung in Berlin bezeichnete 1928 das Frankfurter Register als „eine Art Edelreklame“.
Bis auf die Leuchten des designorientierten dänischen Unternehmens Louis Poulsen aus Kopenhagen, die Paul Henningsen entworfen hatte, wurden alle Produkte von den Architekten und Designern des neuen Frankfurt entwickelt. Produziert wurden die Uhren von Junghans, die Stühle von Thonet und Hausrat von der WMF. Auffallend ist, dass neben den großen Anbietern viele Frankfurter Unternehmen bis hin zu kleinen Werkstätten eingebunden waren.
Zu einem verbreiteten Telefon wurde der Wählapparat der Modell-Linie „Frankfurt“, Typ 7800, produziert wurde der Apparat von dem Frankfurter Unternehmen H. Fuld & Co Telephon und Telegraphenwerke AG. Vorgestellt wurde dieser Apparat in der Ausgabe „Das neue Frankfurt“ Heft 4 von 1929, Frankfurter Register Nr. 6. Ein anderer prominenter Gegenstand war die von Ferdinand Kramer entworfene Türklinke. Sie wird heute als Reproduktion von verschiedenen Anbietern wieder angeboten, jedoch nur von der Firma Tecnoline mit Genehmigung der Familie Kramers.
Ernst May und der Schlosser August Schanz entwickelten gemeinsam die Stahlzarge, ein im Mauerwerk befestigter Rahmen aus gekantetem Stahlblech, in den ein Türblatt eingehängt wurde. Diese Erfindung wurde später weltweiter Standard.
Für die Schrebergärten entwickelte das Siedlungsamt Abteilung Gartenwesen die „Frankfurter Norm für Kleingartenbauten“. Danach sollte eine Gartenlaube eine Grundfläche von 4 m² aufweisen und aus Holz sein. Mustergärten mit Lauben wurden in der Römerstadt eingerichtet, ausgeführt wurde der Entwurf von Margarethe Schütte-Lihotzky.

### Visuelles Erscheinungsbild und Grafikdesign

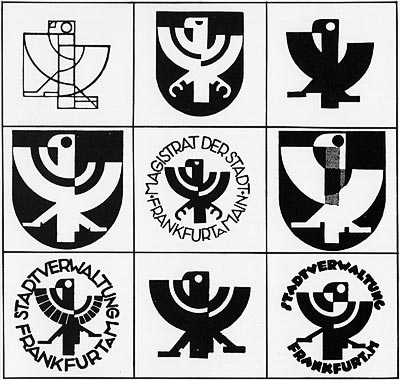
Das neue Wappen Frankfurts als Bestandteil des visuellen Erscheinungsbilds

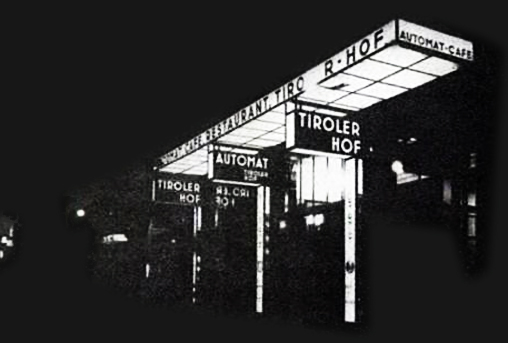
Private Leuchtreklame gestaltet nach der Frankfurter Reklameordnung, 1928

Neben der Architektur und dem Produktdesign wurde auch dem Grafikdesign eine bedeutende Rolle zugemessen. In den 1920er Jahren empfahl der Deutsche Städtetag eine bürotechnische Harmonisierung innerhalb von Verwaltungen, die auch die Grafik umfassen sollte. Frankfurt begann 1925 als erste Stadt mit der Umsetzung, es folgten Berlin 1927 und Hannover 1929. Als Hausfarben wurden Rot und Weiß festgelegt, als Kontrastfarbe Schwarz. Hans Leistikow entwarf neben den amtlichen Unterlagen auch ein neues Stadtwappen.
Durch Terrassen, eine erhöhte Randbebauung und ähnliche Stilmittel erzielten die Siedlungen eine bauliche Abgeschlossenheit nach außen. Die Straßen sind lang und wirken bereits mit wenigen Fußgängern belebt. Für Abwechselung sorgen leichte Versätze und Sprünge in Straßenführungen und Gebäuden. Aufwendige, in der Form abweichende Gebäude an dominanten Stellen sind ein Gegenpol zu der seriellen Bauweise. In diesen Häusern befinden sich meist Gemeinschaftseinrichtungen wie Ladengeschäfte, Bibliotheken und darüber Sonderwohnungen, wie etwa ein zweigeschossiges Penthouse für einen Komponisten.
Auch das Stadtbild wurde harmonisiert: Walter Dexel und Robert Michel entwarfen städtische Leuchtreklamen, Ladenbeschriftungen, Plakate, Giebelreklamen und Haltestellen für Straßenbahnen. Adolf Mayer arbeitete auch für den Handel eine Reklameordnung aus, die verbindlich zum 13. April in Kraft trat und streng überwacht wurde.
Unter den Nationalsozialisten wurde das neue Frankfurter Wappen wieder abgeschafft und die Aktivitäten des visuellen Erscheinungsbilds an das Verkehrsamt abgeschoben. Nach 1945 wurden diese Schritte nicht mehr rückgängig gemacht. Erst 1985 wurde wieder ein Corporate Design ausgearbeitet, ohne das Wappen wieder einzuführen. Einst Pionier, war 60 Jahre später Frankfurt eine der letzten Großstädte, die auf diesem Gebiet nicht aktiv waren.

### Entwicklung der Schriftart Futura

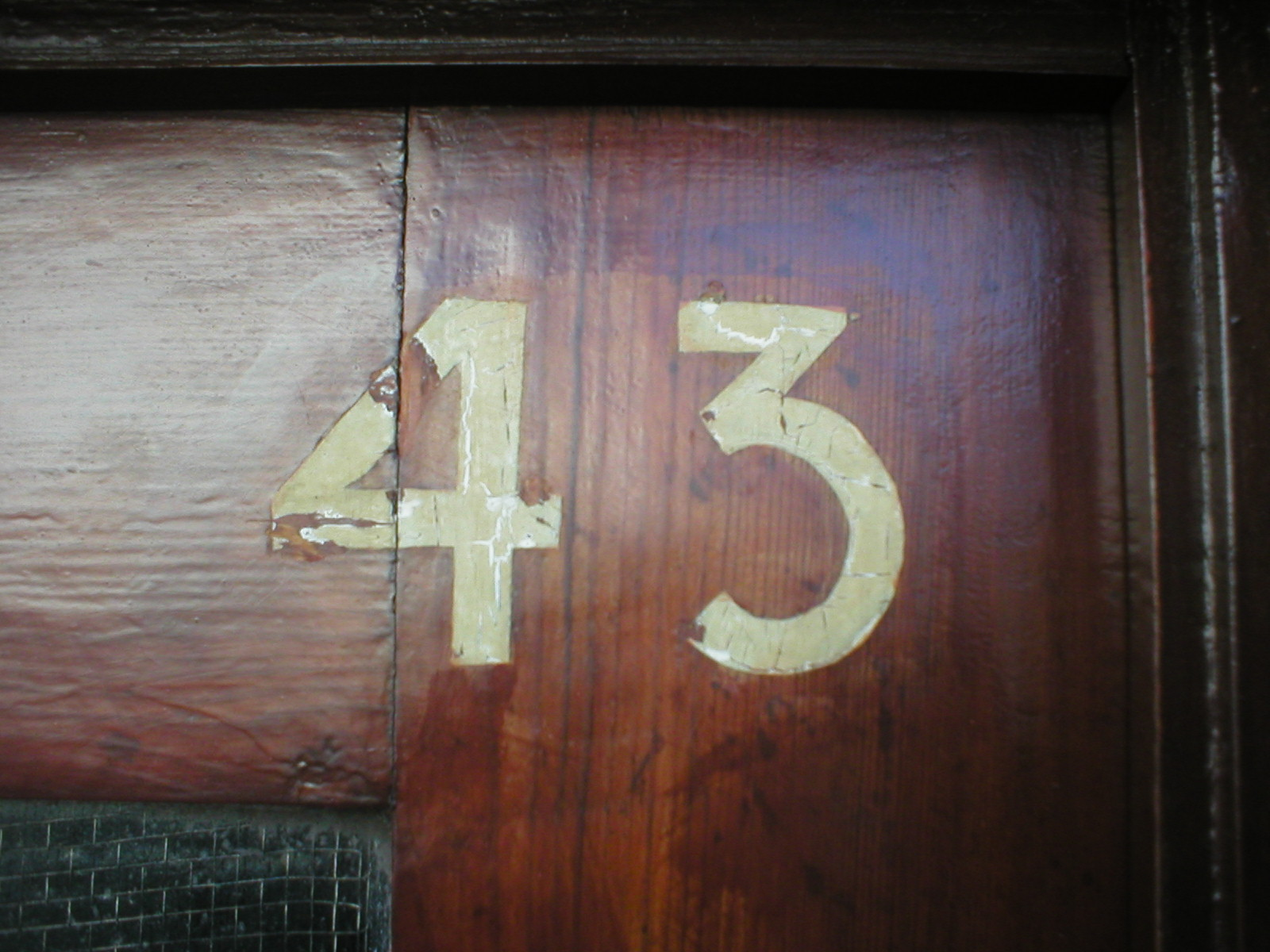
Die Schriftart des neuen Frankfurt am Beispiel einer Hausnummer, sichtbar sind Spuren der Urversion der Schriftart Futura

Sowohl Frankfurt mit der Bauerschen Gießerei als auch Offenbach am Main mit dem Unternehmen Klingspor waren wichtige Standorte in der Entwicklung von Schriftarten. 1925 zog der Typograf Paul Renner nach Frankfurt und nahm eine Stelle an der Städelschule an. Es bestand eine Zusammenarbeit der Schule mit dem Projekt. Renner legte 1925 der Stadt Entwürfe für Beschilderungen in einer Urversion der Futura vor und hielt auch Vorträge. Befreundet war er mit Ferdinand Kramer, mit dem er sich über Typografie austauschte und der für das Hutgeschäft seiner Eltern eine Schrift entwarf, die der späteren Futura glich. Zeitweise glaubte man, Renner hätte die Schrift Kramers kopiert. Tatsächlich hatte Renner viele Jahre vorher schon an der Futura gearbeitet.
Der Name der Schrift war ein Vorschlag von Fritz Wichert. Für die Vermarktung wurde in der Bauerschen Gießerei von der strengen Geometrie abgewichen und auch optische Täuschungen wurden berücksichtigt. Abweichende Formen aus der Ur-Futura sind noch bei Hausnummern und auf Überschriften von Publikationen zu finden. Seit 1988 ist die Futura die Hausschrift der Stadt Frankfurt.

### Die Zeitschrift Das Neue Frankfurt
Sieben Jahre lang von 1926 bis 1933 erschien Das Neue Frankfurt. Monatsschrift für die Fragen der Großstadt-Gestaltung. Herausgeber war anfangs Ernst May selbst. Hans Leistikow war gemeinsam mit seiner Schwester Grete verantwortlich für das Layout. Ab der Oktober-Ausgabe von 1930 wurde die Zeitschrift von Willi Baumeister gestaltet. Autoren waren regelmäßig Walter Gropius und Marcel Breuer. Später kam Fritz Wichert, der Leiter der Kunstgewerbeschule, als Mitherausgeber hinzu. Nun wurde das Programm um Musik (etwa begleitend zum Frankfurter Sommer der Musik von Otto Ernst Sutter), Theater und Rundfunk erweitert. Die Zeitschrift wurde Vorbild weiterer Publikationen, wie Das neue Berlin, Das neue München und Die lebendige Stadt Mannheim.
Im April 1932 wurde die Zeitschrift aufgrund ihrer mittlerweile weltweiten Verbreitung in die neue stadt umbenannt. Zeitgleich wurde auch die Thematik internationaler, mit Beiträgen aus New York, Bern und Skandinavien. Aus politischen Gründen musste die Zeitschrift im März 1933 eingestellt werden. Ein einziges Heft des siebenten Jahrgangs unter der Herausgeberschaft von Joseph Gantner brachte der Verleger Richard Weissbach im Juni 1933 in Zürich heraus.

### Bücher (Auswahl)
In Kooperation zwischen dem Magistrat, dem Hochbauamt und dem Wirtschaftsamt wurden einige Bücher publiziert, diese amtlichen Publikationen wurden zumeist von Werner Nosbisch bearbeitet, einige wurden bei Englert und Schlösser verlegt.
- Das flache Dach, 1927.
- Das Stadion zu Frankfurt am Main in Wort und Bild, 1928.
- Die neue Grossmarkthalle in Frankfurt am Main: zur Eröffnung am 25. Oktober 1928
- Die Gründung der Universität Frankfurt, 1929.
- Frankfurter Schulbauten 1929.
- Das Wohnungswesen der Stadt Frankfurt am Main. 1930.
- Die Wohnung für das Existenzminimum, 1930.
- Fünf Jahre Wohnungsbau in Frankfurt am Main. Sonderdruck der Zeitschrift das neue frankfurt

Darüber hinaus gab der Verlag Englert und Schlösser auch in Eigeninitiative Bücher über einzelne Aspekte des Projekts heraus, beispielsweise Ein Möbelbuch über die Möbel von Franz Schuster.

### Film, Musik und Kunst
In Zusammenarbeit mit dem Hochbauamt, das als Träger des Neuen Frankfurt fungierte, wurde der Bund Das Neue Frankfurt gegründet. Dieser hatte zum Ziel, auch Wissenschaftler und Künstler an dem Projekt zu beteiligen und mit ihnen gemeinsam beispielsweise Ausstellungen zu organisieren.
Innerhalb dieser Gruppe gründete Ella Bergmann-Michel die Arbeitsgemeinschaft für unabhängigen Film. Zwischen 1931 und 1933 drehte sie fünf dokumentarische Filme, unter anderem über den Reichstagswahlkampf. Sie gelten als „seltenes Beispiel einer sozial engagierten und gleichzeitig künstlerischen Filmarbeit“. Ernst May hatte zuvor selbst Dokumentarfilme gedreht, der letzte war Wie wohnen die Leute.
Der Bund Das Neue Frankfurt wurde von Adolf Meyer 1928 in Oktobergruppe umbenannt; Joseph Gantner der auch an der Zeitschrift beteiligt war, gab eine Buchreihe heraus. Der Oktobergruppe schlossen sich auch Architekten der Avantgarde an, die nicht am Neuen Frankfurt gestalterisch mitwirkten.
Anfangs sollte das Neue Frankfurt auch eine besondere Haltung zur Musik haben. Sie wurde nie herausgearbeitet; jedoch veranstaltete die Stadt 1927 den Sommer der Musik mit der internationalen Ausstellung Musik im Leben der Völker. Seit 1924 sendete der Südwestdeutsche Rundfunkdienst (Radio Frankfurt).
Die Siedlungen wurden von Hermann Treuner gemalt, siehe dazu auch Treuners Altstadtmodell.
Für die Friedrich-Ebert-Schule fertigte Max Beckmann auf Initiative Mays im Rahmen des Pädagogisch-politischen Programms der Schule ein Gemälde, das später von den nationalsozialistischen Machthabern wieder entfernt wurde.

## Architekten und Designer des Neuen Frankfurt

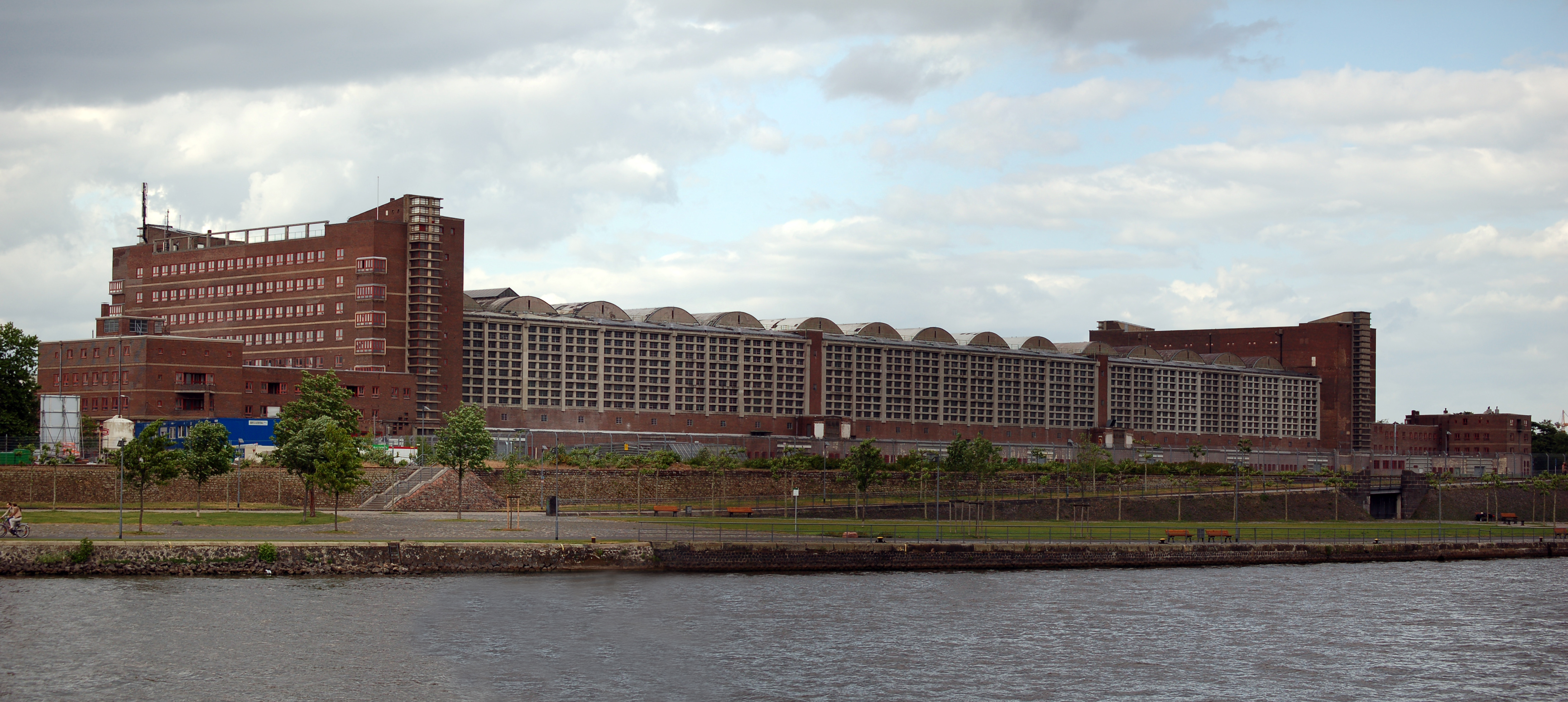
Die 1928 errichtete Großmarkthalle

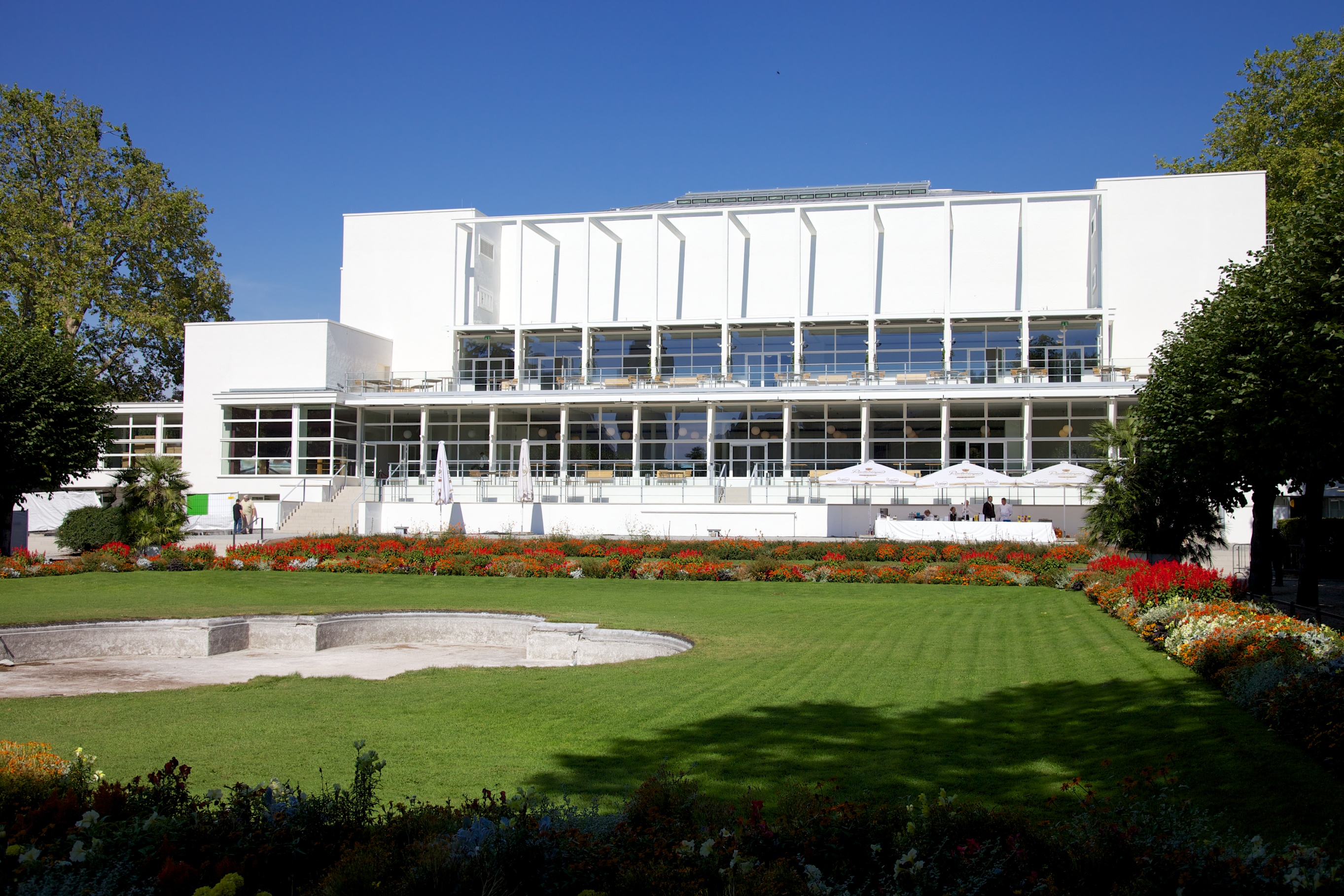
Das 1929 errichtete neue Gesellschaftshaus des Palmengartens

Insgesamt waren über 60 Architekten und eine unbekannte Zahl von Ingenieuren, Designern, Künstlern für das Neue Frankfurt beschäftigt. Unter ihnen befanden sich auch bekannte Persönlichkeiten wie:
- Ernst Balser, Architekt
- Willi Baumeister, Maler und Grafiker
- Ilse Bing, Fotografin
- Herbert Boehm
- Max Cetto, Architekt
- Walter Dexel, Grafiker und Typograf
- Martin Elsaesser, Architekt
- Walter Gropius, Architekt
- Werner Hebebrand, Architekt und Stadtplaner
- Bernhard Hermkes
- Marta Hoepffner, Fotografin
- Eugen Kaufmann, Architekt
- Ferdinand Kramer, Architekt und Möbeldesigner
- Hans Leistikow, Grafiker
- Ernst May, Leiter des Projekts
- Hans Warnecke, Designer
- Adolf Meyer, Architekt
- Leberecht Migge, Garten- und Landschaftsarchitekt
- Fritz Nathan, Architekt
- Paul Renner, Typograph
- Franz Roeckle
- Carl-Hermann Rudloff
- August Schanz, Schlosser und Entwickler der Stahlzarge
- Franz Schuster, Architekt und Möbeldesigner
- Margarete Schütte-Lihotzky Architektin und Gestalterin der Frankfurter Küche
- Mart Stam, Architekt und Möbeldesigner
- Walter Schwagenscheidt, Architekt und Stadtplaner
- Otto Ernst Sutter, Ingenieur, Musikjournalist und Leiter der Messegesellschaft
- Bruno Taut, Architekt
- Martin Weber, Architekt
- Fritz Wichert, Kunsthistoriker und Direktor der Städelschule
- Paul Wolff, Filmemacher und Fotograf

## Die wichtigsten baulichen Realisierungen
| Name der Siedlung                                | Stadtteil     | Bauzeit   | Wohneinheiten | Fläche   |
| ------------------------------------------------ | ------------- | --------- | ------------- | -------- |
| Siedlung Bruchfeldstraße (auch „Zickzackhausen“) | Niederrad     | 1926–1927 | 643           | 4,9 ha   |
| Siedlung Praunheim                               | Praunheim     | 1926–1929 | 1500          | 29,9 ha  |
| Siedlung Bornheimer Hang                         | Bornheim      | 1926–1930 | 1234          | 15,4 ha  |
| Siedlung Römerstadt                              | Heddernheim   | 1927–1929 | 1220          | 28,0 ha  |
| Heimatsiedlung                                   | Sachsenhausen | 1927–1934 | 1072          | 10,4 ha  |
| Siedlung Westhausen                              | Praunheim     | 1929–1931 | 1116          | 20,1 ha  |
| Hellerhofsiedlung                                | Gallus        | 1929–1932 | 1200          | 15,6 ha  |
| Gesamt                                           | Gesamt        | Gesamt    | 7985          | 124,3 ha |

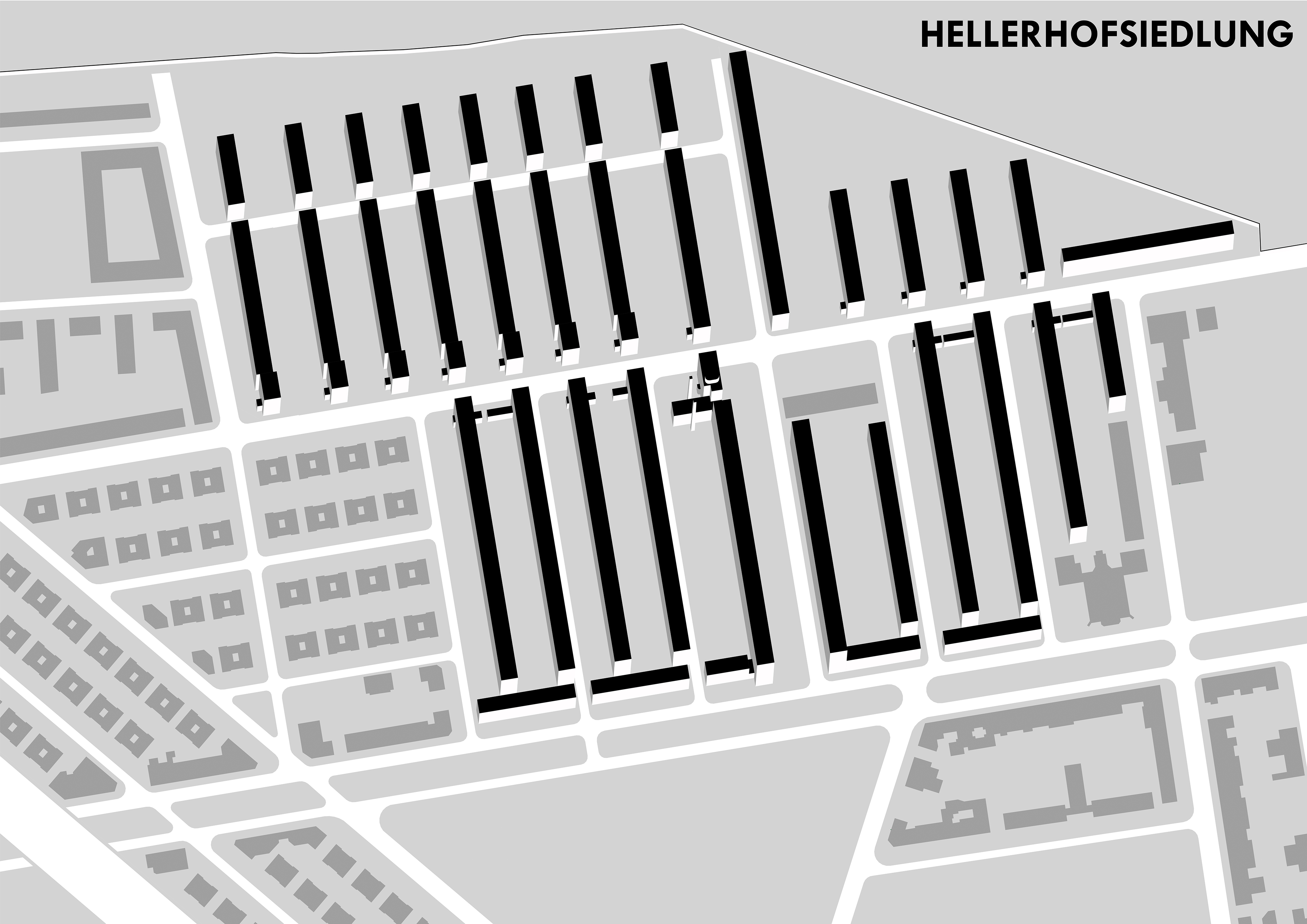
Siedlung Hellerhof, Planungsstand 1931

Mit dem Projekt Neues Frankfurt werden vor allem die Siedlungen verbunden. Darüber hinaus wurden aber auch viele öffentliche Gebäude und Einzelbauten realisiert wie beispielsweise die Großmarkthalle, das Zollamt und das Gebäude des Palmengartens sowie Schulen, Friedhöfe, Parkpavillons und Garagen.

### Bezahlbare Wohnungen für berufstätige Frauen
Im Kontext des Neuen Frankfurt wenig beachtet sind zwei Bauvorhaben, die die Lebenssituation alleinstehender berufstätiger Frauen verbessern sollten. Deren Träger waren die 1926 gegründete Siedlungsgenossenschaft berufstätiger Frauen und deren Ausgliederung, der Frauenwohnungsverein e. V. Eine der treibenden Kräfte dahinter war Dorothea Hillmann als Mitbegründerin der Siedlungsgenossenschaft und Geschäftsführerin des Frauenwohnungsvereins. In der Trägerschaft dieser beiden Organisationen wurden zwischen 1927 und 1931 die Wohnungen für berufstätige Frauen im Bereich Adickesallee, Frauenstein- und Loenstraße (Lage) und das Ledigenheim an der Platenstraße (Lage) verwirklicht. Architekt war in beiden Fällen Bernhard Hermkes.

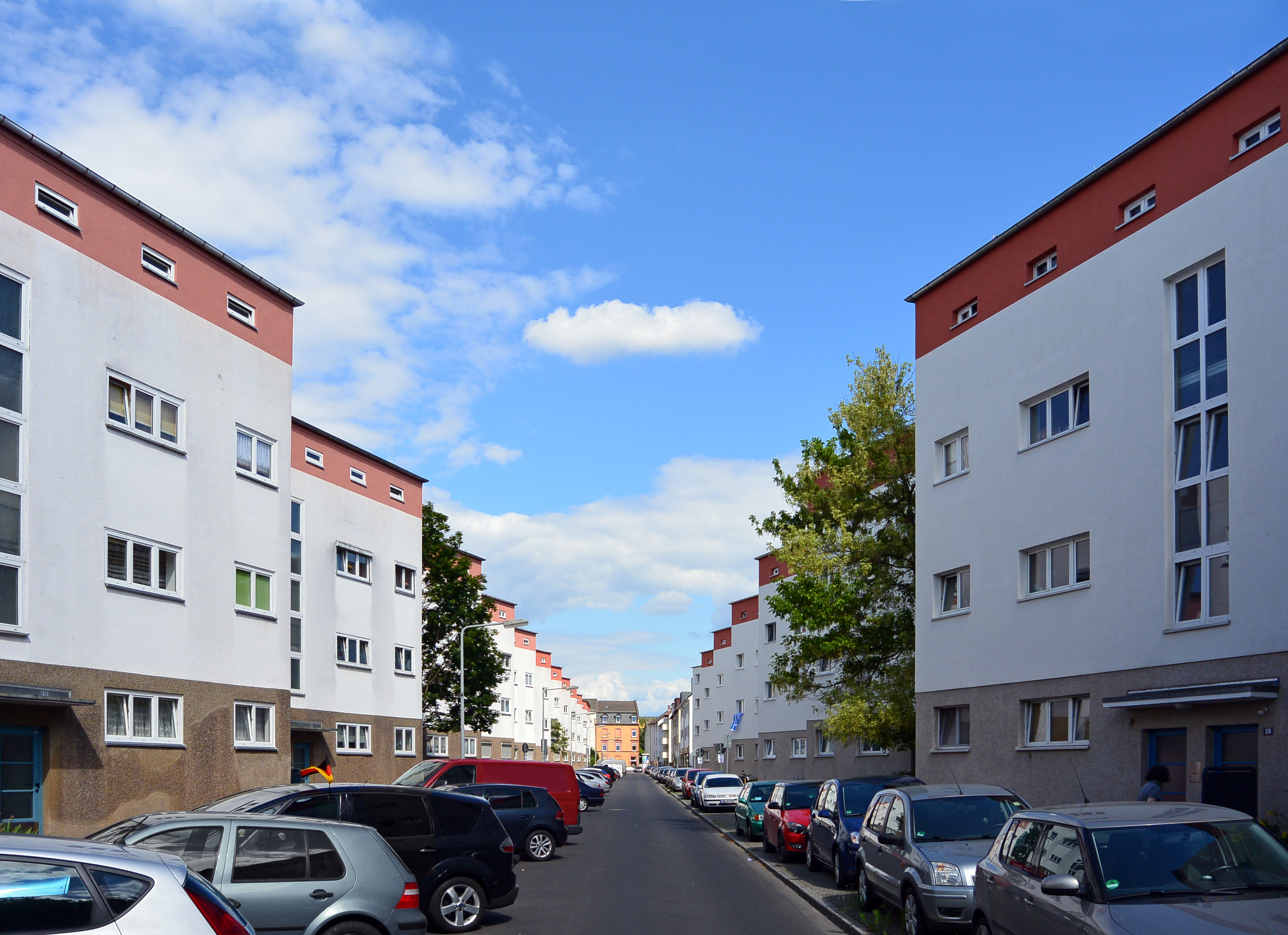
Ansicht der Siedlung Bruchfeldstraße („Zickzackhausen“)
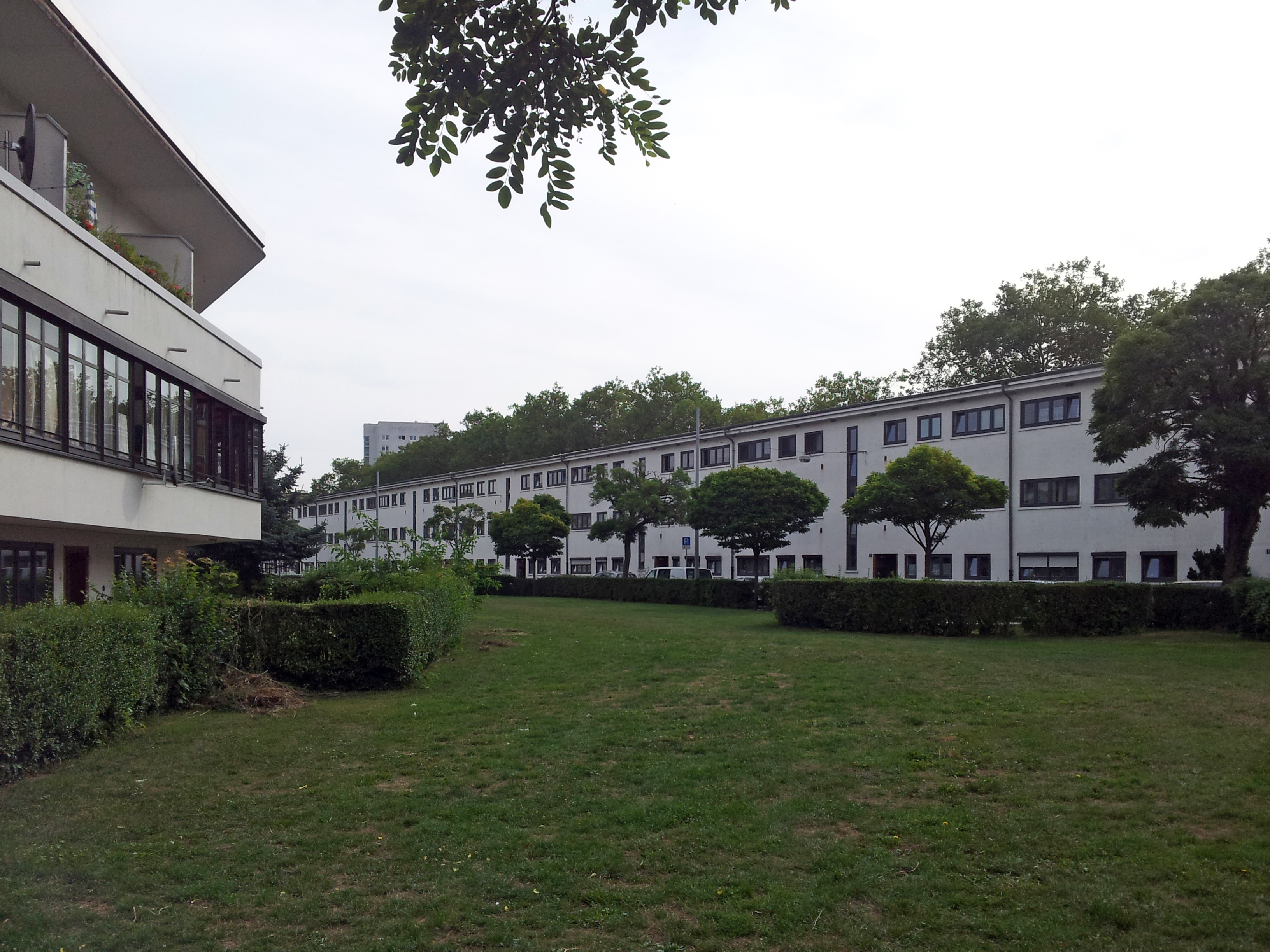
Großzügige Grünflächen liegen zwischen den Häuserzeilen, beispielsweise in der Heimatsiedlung
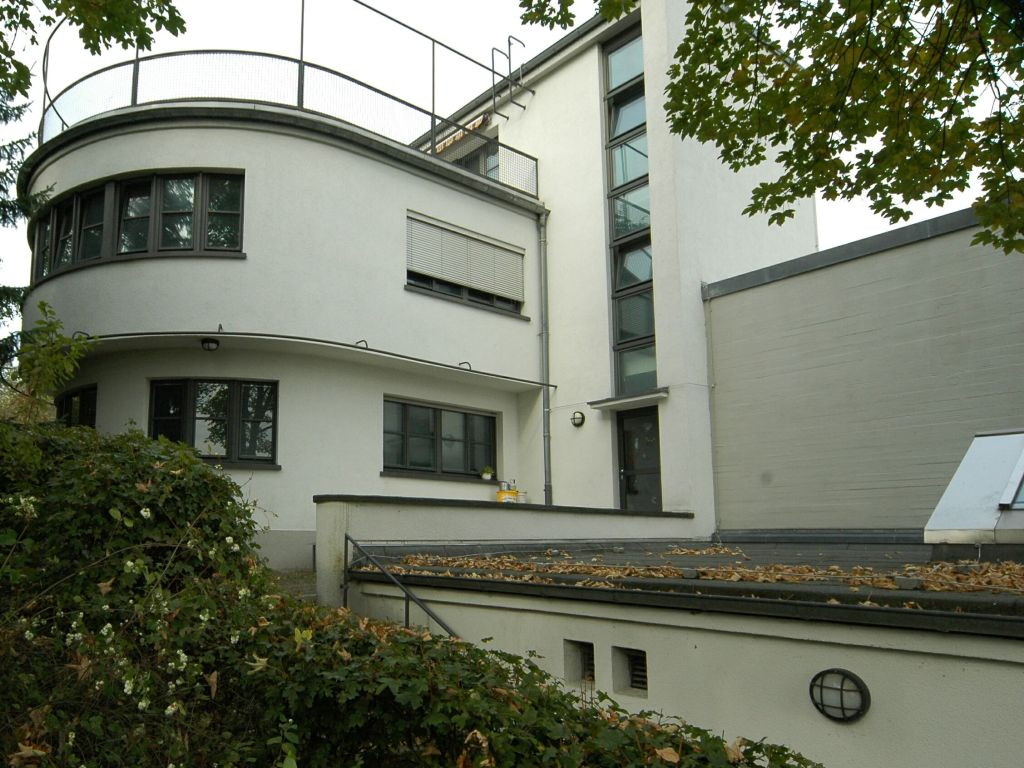
Einer der zahlreichen Schulbauten: Die Hallgartenschule
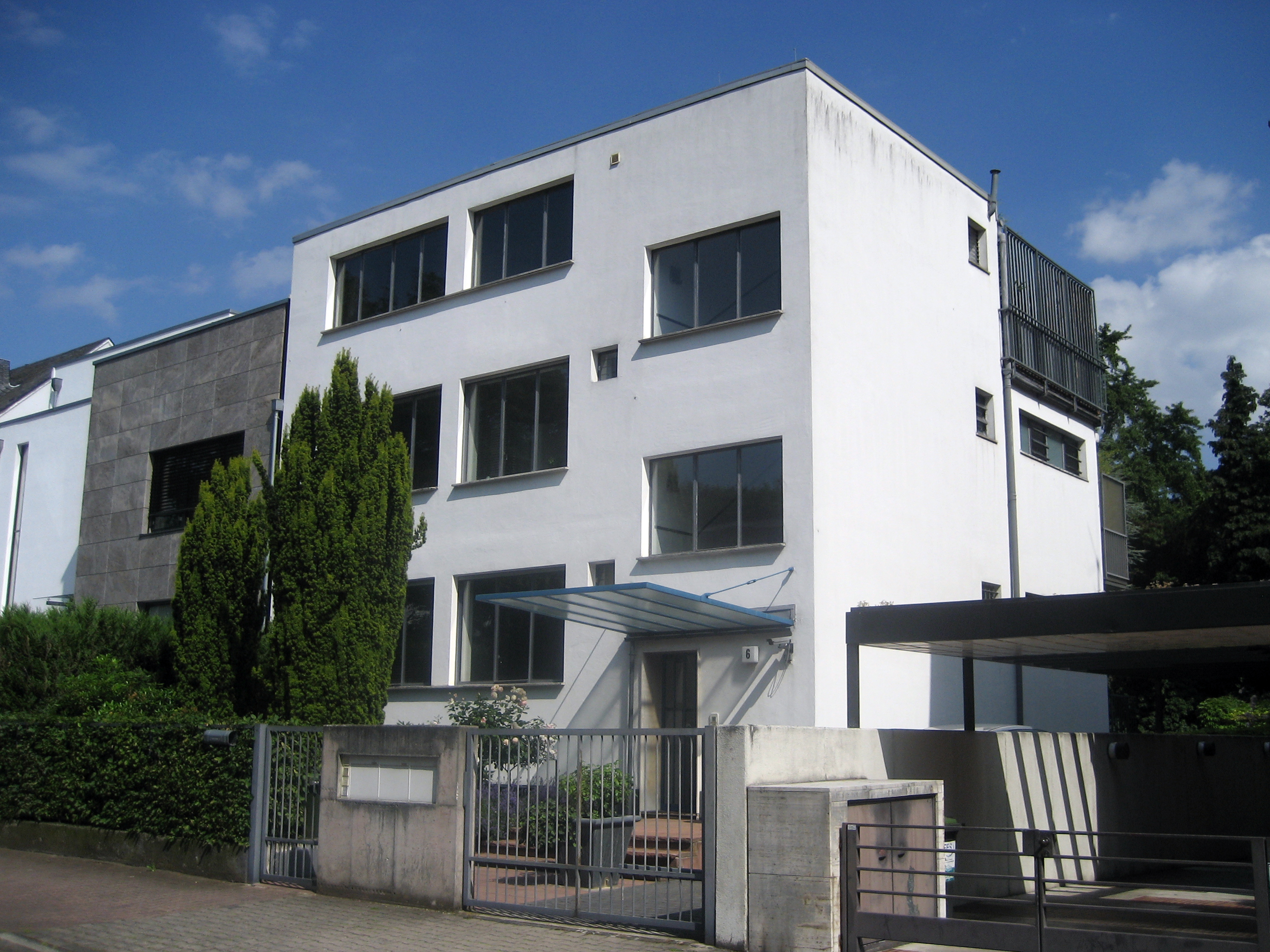
Auch einzelne Wohnhäuser wie die Hans-Sachs-Straße 6 gehören zum Neuen Frankfurt
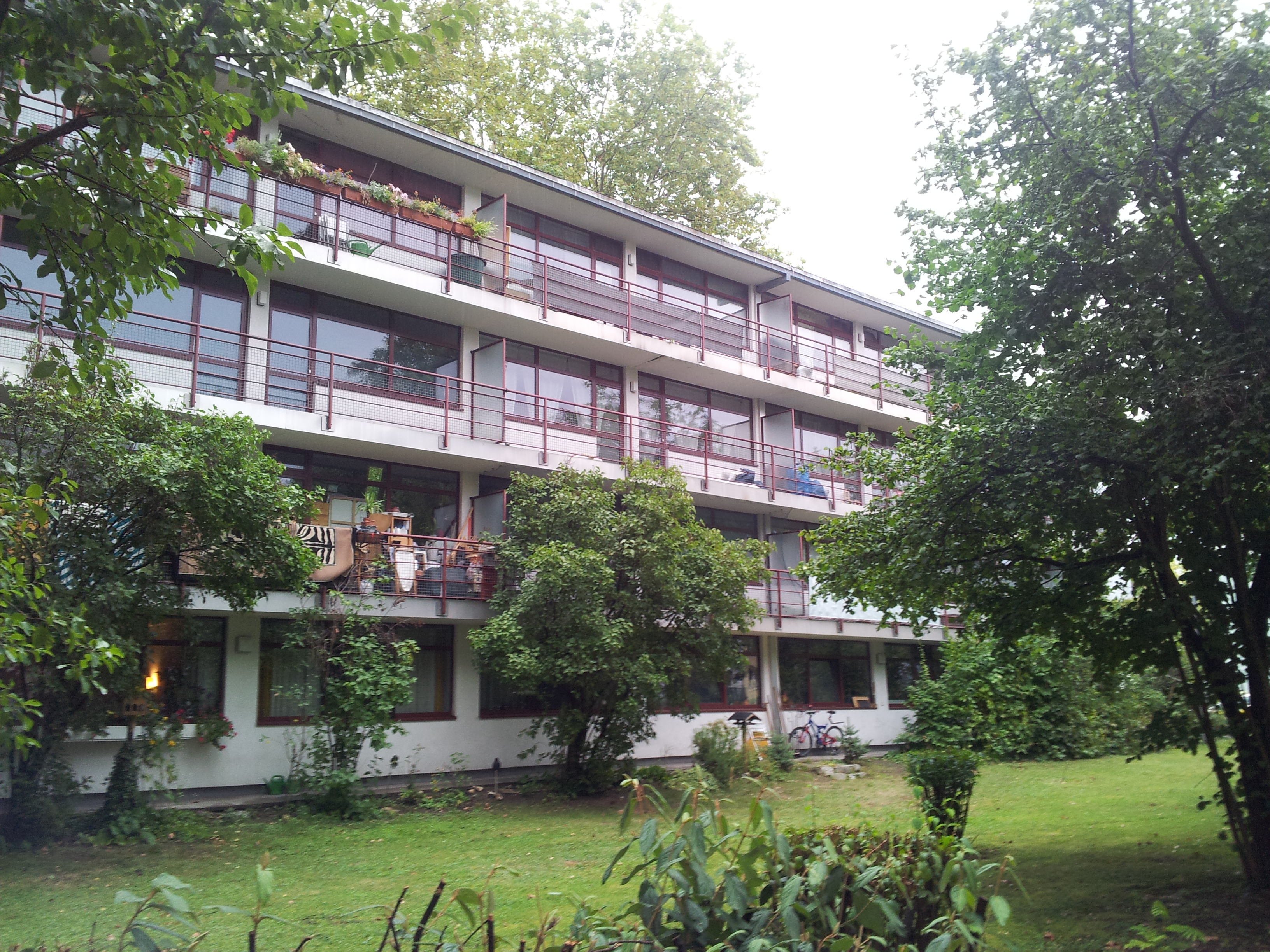
Das Ledigenheim an der Platenstraße
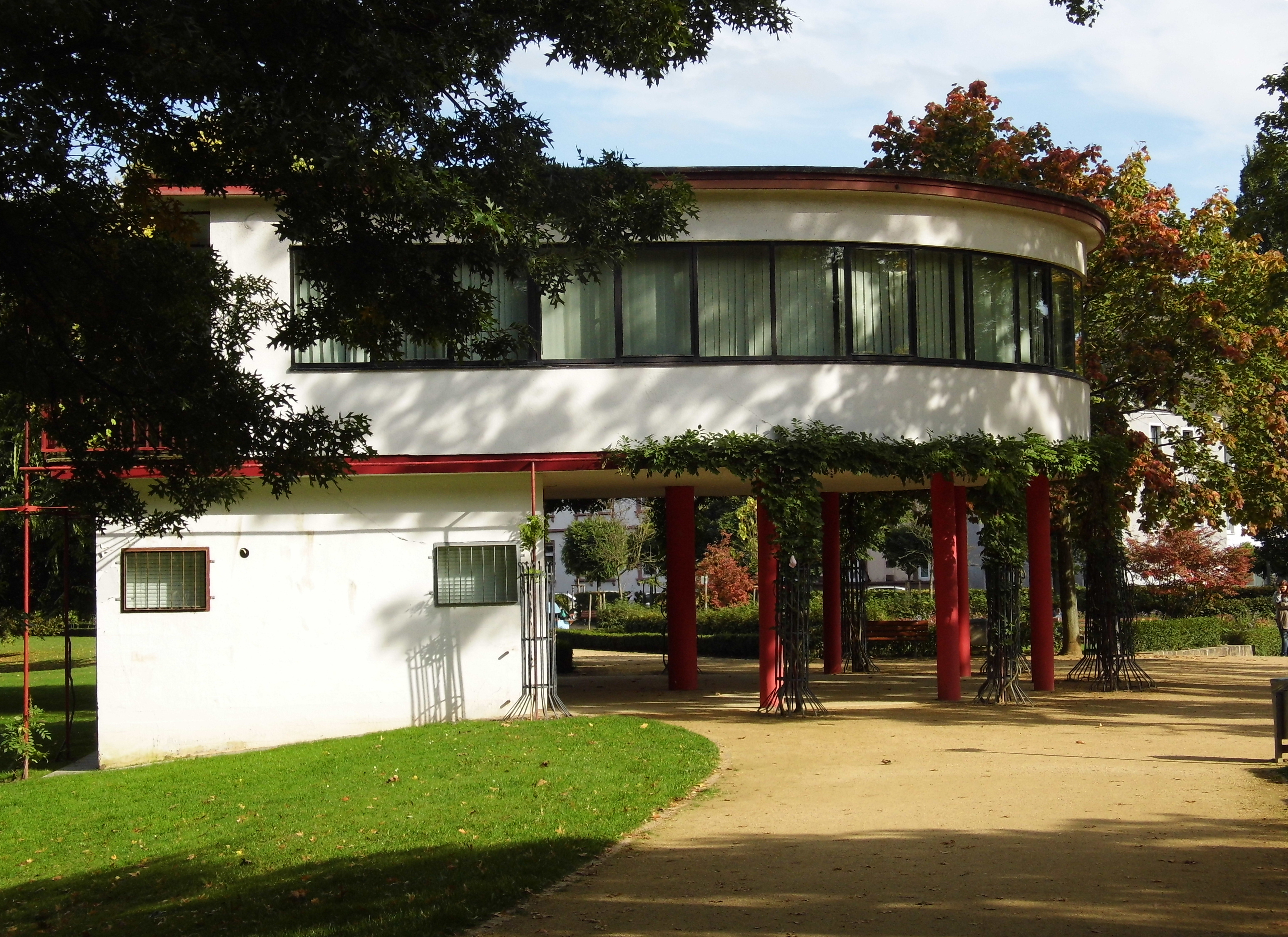
Der Gartenpavillon im Brentanopark
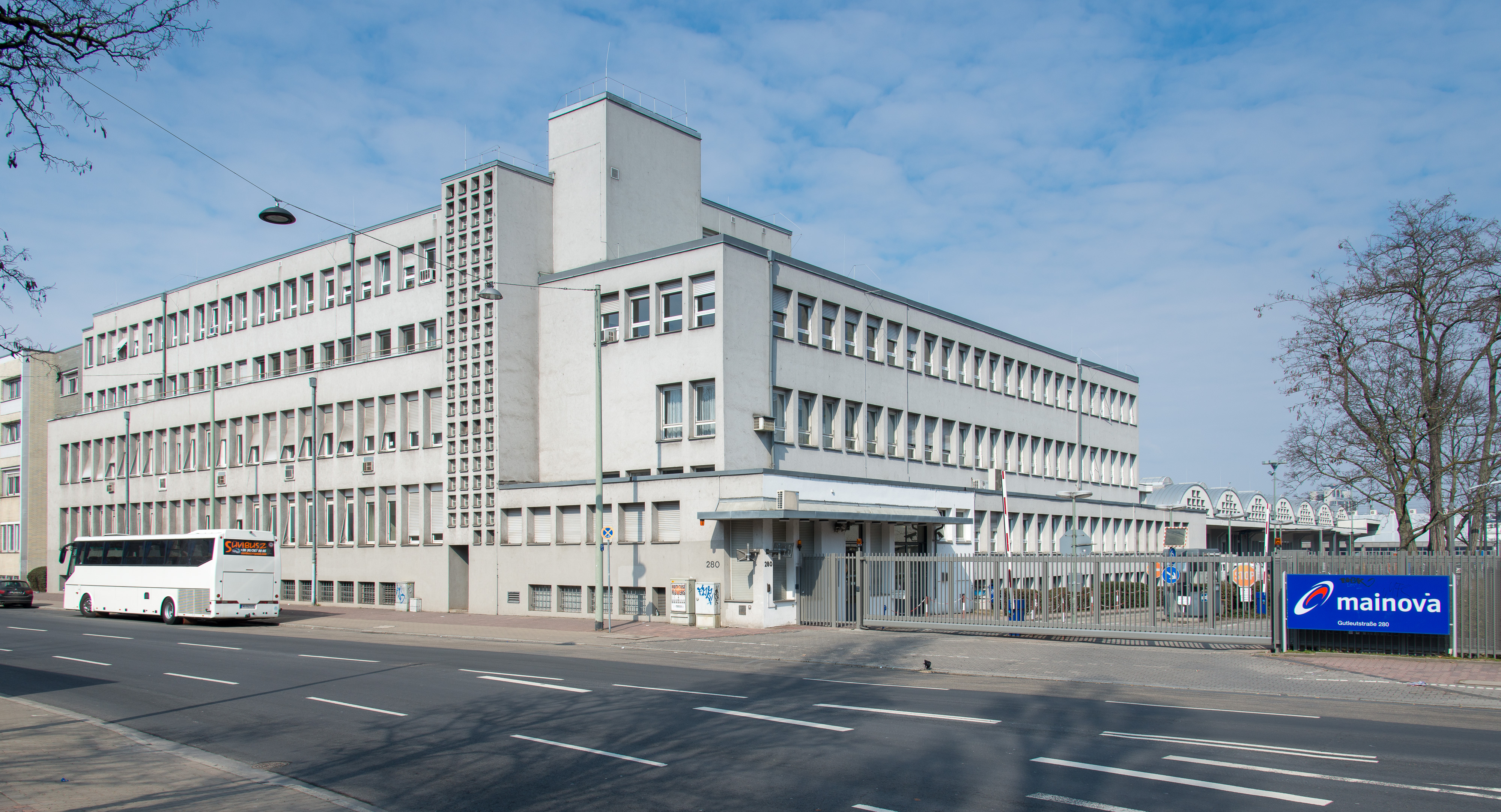
Das Elektrizitätswerk in der Gutleutstraße

## Ende des Projekts
Im Mai 1928 waren Kommunalwahlen in Frankfurt. Die DVP und die NSDAP wetterten gegen das „System Landmann“, auch mit Verweis auf seine und Mays jüdische Herkunft. Nur die Eingemeindung von Höchst am Main mit einer mehrheitlich katholischen Bevölkerung konnte einen Absturz etablierter Parteien und Positionen verhindern. Alle Großstädte, darunter auch Frankfurt, wurden durch den Reichskanzler Hermann Müller 1929 einer rigiden Sparpolitik unterworfen, die den finanziellen Gestaltungsspielraum wesentlich einschränkte. Erfolge in der Wirtschaftspolitik, wie die Etablierung des Sitzes der Verwaltung des IG-Farben-Konzerns in der Stadt, waren durch gleichzeitige schlechte Entwicklungen wie den Zusammenbruch der Frankfurter Allgemeinen Versicherung begleitet. Die realisierten Siedlungen milderten beispielsweise mit ihren Selbstversorgergärten oder der vorgeplanten Möglichkeit der Untervermietung für die Bürger die Symptome der Weltwirtschaftskrise.
Unter dem Vorsitz von Ernst May fand vom 24. bis 26. Oktober 1929 der zweite CIAM-Kongress (Congrès internationaux de l’architecture moderne) statt. Der Kongress galt trotz eines Zerwürfnisses zwischen May, Giedeon und Gropius als Erfolg. Motto der Veranstaltung war „Die Wohnung für das Existenzminimum“. Dabei konnten sich die Teilnehmer nicht einigen, wie weit diese „Kundenorientierung“ aufzufassen sei. Anschließend wurde eine Ausstellung in europäischen Städten organisiert. Kritiker machten das Neue Frankfurt für die allgemeine geringe Bautätigkeit verantwortlich und lehnten seine europäische Auslegung ab: „In Frankfurt wird kaum noch gebaut […] und das neue Frankfurt reist als Wanderausstellung durch Europa.“ May zog sich 1930 aus dem Projekt zurück und überließ die Leitung jenen Mitarbeitern, die in Frankfurt bleiben wollten. Bruno Asch verließ daraufhin ebenfalls Frankfurt und nahm eine Stelle in Berlin an. Die marktwirtschaftliche Orientierung des Projekt „Neues Frankfurt“ hatte ihm zuvor Kritik innerhalb seiner Partei eingebracht. Eine der letzten fertiggestellten Realisierungen war die Siedlung „Am Lindenbaum“ von Walter Gropius.
Noch 1932 wurde an der sozialwissenschaftlichen Fakultät der Universität Frankfurt eine Forschungsstelle für Wohnungswesen geschaffen, die von Ernst Kahn geleitet wurde. Kahn regte auch die Gründung des Vereins für Erwerbslosenküche an. Er musste 1933 seine Arbeit einstellen und emigrieren.
Ultrakonservative Rechte und Nationalsozialisten versuchten, für das Projekt den Namen »System Landmann, Asch, May« durchzusetzen, und riefen zu Protesten auf. Sie bezeichneten das Wirken der Protagonisten als undeutsch. Zwar mochte Joseph Goebbels die Architektur des Neuen Bauens, erkannte aber, dass eine Attackierung der Moderne und eine Verknüpfung zu Judentum und Kommunismus Sympathien beim Wahlvolk brachte. Er bezeichnete May als „Lenin der deutschen Architektur“. Mit der Machtergreifung der Nationalsozialisten kamen dann alle Aktivitäten des Neuen Frankfurt zum Erliegen. Auch die beliebte Zeitschrift wurde eingestellt. Für die Arbeit zum Film „Wahlkampf 1932“ über die Wahlpropaganda der Nationalsozialisten im Reichstagswahlkampf 1932/33 wurde Ella Bergmann-Michel verhaftet und erhielt 1933 Berufsverbot. Somit endeten auch die Filmaktivitäten des Neuen Frankfurt.
Angeblich hatten die Nationalsozialisten beabsichtigt, die Bauten umzugestalten und mit Satteldächern zu versehen. Tatsächlich präsentierten sie ausländischen Besuchern die Siedlungen und boten Führungen an, bei denen sie behaupteten, es handele sich um nationalsozialistische Bauten, die von ihnen realisiert worden seien.

## Imagetransfer
Der Begriff ist anders als etwa das Bauhaus nicht geschützt, so benutzen immer wieder Projekte und Publikationen den Begriff. Anders als das Projekt „Neues Frankfurt“ handelt es sich jedoch nicht um ein städtisches Bauen.

## Pflege seit 1945

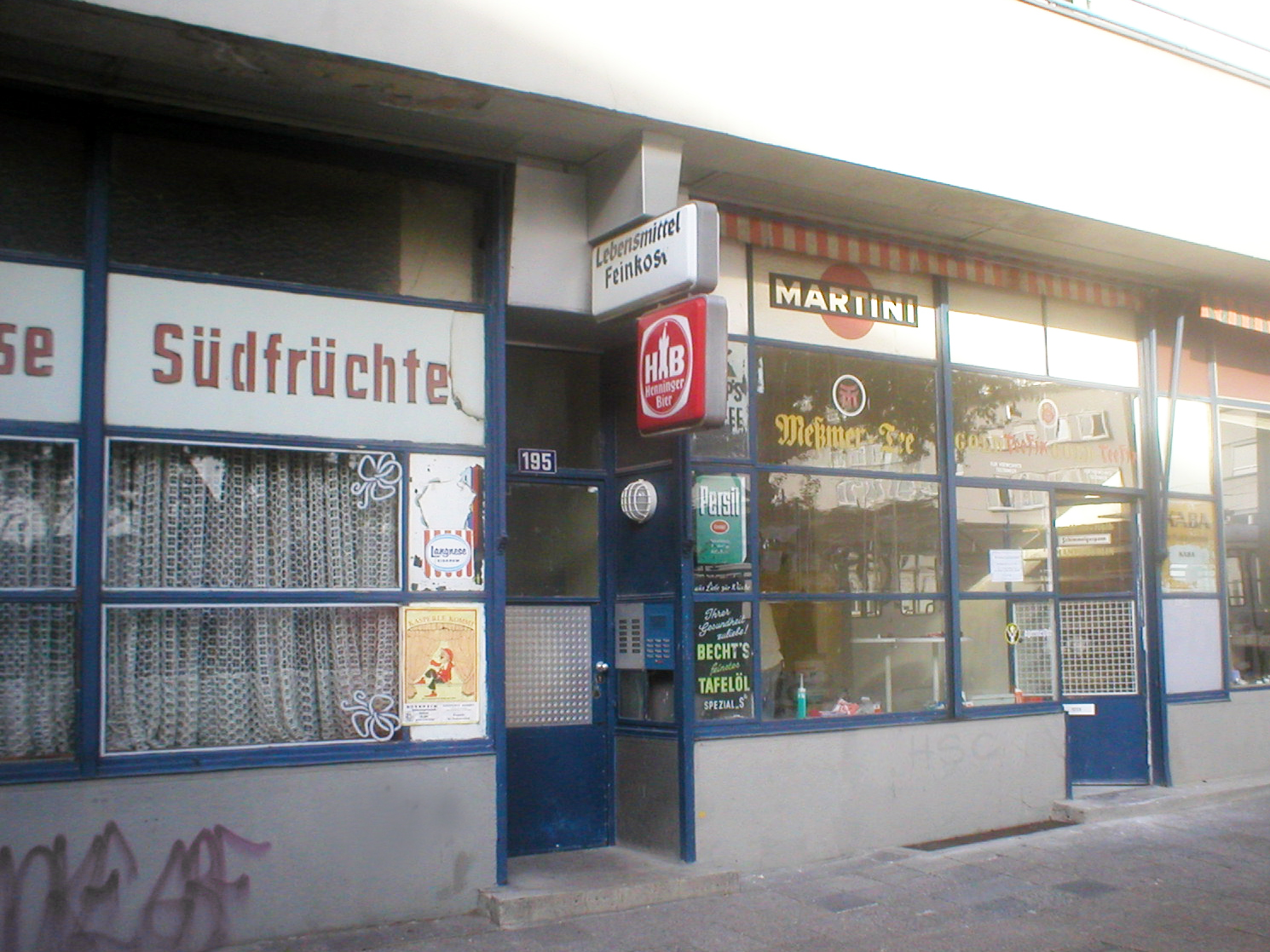
Ladengeschäfte mit originalen Stahl-Fensterbändern am Ernst-May-Platz 2003. Mittlerweile wurden diese saniert und mit Fenstern aus Aluprofilen ersetzt

Nach 1945 wurde der Wohnungsbau im Rahmen des Wiederaufbaus erneut aufgenommen. Die Gebäude des Neuen Frankfurt blieben ein weltweit beachtetes Beispiel, galten aber in Deutschland im Zeitalter des Baus von großen Schlafstädten, wie z. B. Neuperlach in München oder das Märkische Viertel in Berlin, als überholt. Bäder waren dort nun fensterlos und selbst die als klein kritisierte Frankfurter Küche wurde von neuen Küchen in den Maßen noch untertroffen. Die Ursprungsplanung des Neuen Frankfurt wurde nicht mehr aufgenommen, die Lücken wurden durch eine andere Bebauung geschlossen. Auch spielte der ganzheitliche Gedanke keine Rolle mehr. Ernst May, der mittlerweile in der ganzen Bundesrepublik ein gefragter Städteplaner war, trat in Frankfurt noch bei der Projektierung der Frankfurter Nordweststadt in Erscheinung.
Mit Unterstützung des Oberbürgermeisters Rudi Arndt sollten 1976 die Bauten von Mart Stam an der Hellerhofsiedlung abgerissen werden, dies führte zu internationalem Protest, als „Kompromiss“ wurde dann nur ein Teil abgerissen.
Eigentümer der meisten Gebäude ist heute die ABG Frankfurt Holding. Trotz Denkmalschutz wurden die meisten Gebäude teils mehrmals renoviert. Man bemüht sich um die Erhaltung der Gesamterscheinung, jedoch kaum um bauliche Details. So sind mittlerweile fast überall Kunststofffenster verbaut. Die Gebäude wiesen zu Bauzeiten einen guten Isolationsstandard auf. 2007 gab es Überlegungen, die Dämmung einiger Gebäude zu verbessern. Ein Ansatz sah vor, Sandwichplatten anzubringen, bestehend aus drei Zentimeter starken Vakuumdämmplatten (VIP) und einer beiderseitigen, einen Zentimeter starken Polystyroldämmung als Putzträgerplatte. In den 1980er Jahren wurde der Begriff „Neues Frankfurt“ erneut für Publikationen und als Werbung einer städtebaulichen Erneuerung verwendet.
Die größte Gefahr stellen gegenwärtig weniger der Abriss von Gebäuden dar, als vielmehr der Verlust wichtiger baulicher Details oder deren Ersetzung durch andere Bauteile. Beispielsweise werden Pergolen, die für den Vermieter keinen Zweck bringen, entfernt, filigrane Stahl- und Holztüren durch billige und pflegeleichte, aber klobige aus Kunststoff ersetzt.

## Resonanz und Rezeption
Neben dem Bauhaus kann das Neue Frankfurt als eine der einflussreichsten Bewegungen in der Gestaltung im 20. Jahrhundert betrachtet werden. Anders als das Bauhaus gab es keine Schule hinter dem Neuen Frankfurt, dafür aber praktische Aufgaben. Der Umfang und die gestalterische Konsequenz des Neuen Frankfurt war einzigartig. Folglich war auch die weltweite Resonanz enorm und beschränkte sich keinesfalls nur auf ein Fachpublikum. Beispielsweise wurde ein Interview mit Ludwig Landmann auf dem Titelblatt des belgischen Kulturmagazins 7Arts abgedruckt. Martin Wagner in Berlin bewunderte die Bauten des Neuen Frankfurt und orientierte sich stilistisch an der Frankfurter Pionierleistung.
Das „Neue Frankfurt“ wurde auch durch zahlreiche private Bildpostkarten bekannt, einige Motive mit den modernen Bauten erreichten eine große Beliebtheit vergleichbar mit den Hauptsehenswürdigkeiten.

### Vergleich mit dem Bauhaus
In ästhetischer Hinsicht vertraten das Neue Frankfurt und das Bauhaus ähnliche Positionen, beispielsweise in der formalen Reduktion auf eine elementare Geometrie, dem Einsatz „ehrlicher Materialien“ und der Standardisierung. Der ganzheitliche Gedanke, vergleichbar mit dem Gesamtkunstwerk, und die gesellschaftlichen Reformansätze hatten ihren Ursprung im Jugendstil.
Wenn das Bauhaus ein „Labor der Moderne“ war, dann war das Neue Frankfurt die „Werkbank der Moderne“. Denn die Innovationen des Neuen Frankfurt wurden praktisch, sie kamen einem weit größeren Bevölkerungskreis zugute als die des Bauhauses. Das Bauhaus war eine Schule, während für das Neue Frankfurt zumeist Personen ausgewählt wurden, die schon praktisch tätig waren und idealerweise Reformansätze in ihrem Werk gezeigt hatten. Ferdinand Kramer, der dem Bauhaus den Rücken gekehrt hatte, spottete, dass dort auf den Tischen „nur Entwürfe für Lehmstampfhäuser“ entstehen würden, er übernahm die Abteilung Typisierung am Neuen Frankfurt.
In Anbetracht des Renommees des Bauhauses wird manchmal das Neue Frankfurt als vom Bauhaus inspiriert dargestellt, tatsächlich handelt es sich chronologisch um eine parallele Entwicklung. Dass das Neue Frankfurt nach dem Zweiten Weltkrieg nicht mehr dasselbe Renommee genoss wie das Bauhaus, mag auch daran liegen, dass von den drei Persönlichkeiten, die das Neue Frankfurt maßgeblich ermöglichten (Ludwig Landmann, Bruno Asch und Ernst May), die beiden Erstgenannten den Weltkrieg nicht überlebten und dass Ernst May – anders als die Bauhaus-Architekten Ludwig Mies van der Rohe und Walter Gropius – keine Nachkriegskarriere in den Vereinigten Staaten machte.

### Akzeptanz durch die Bewohner

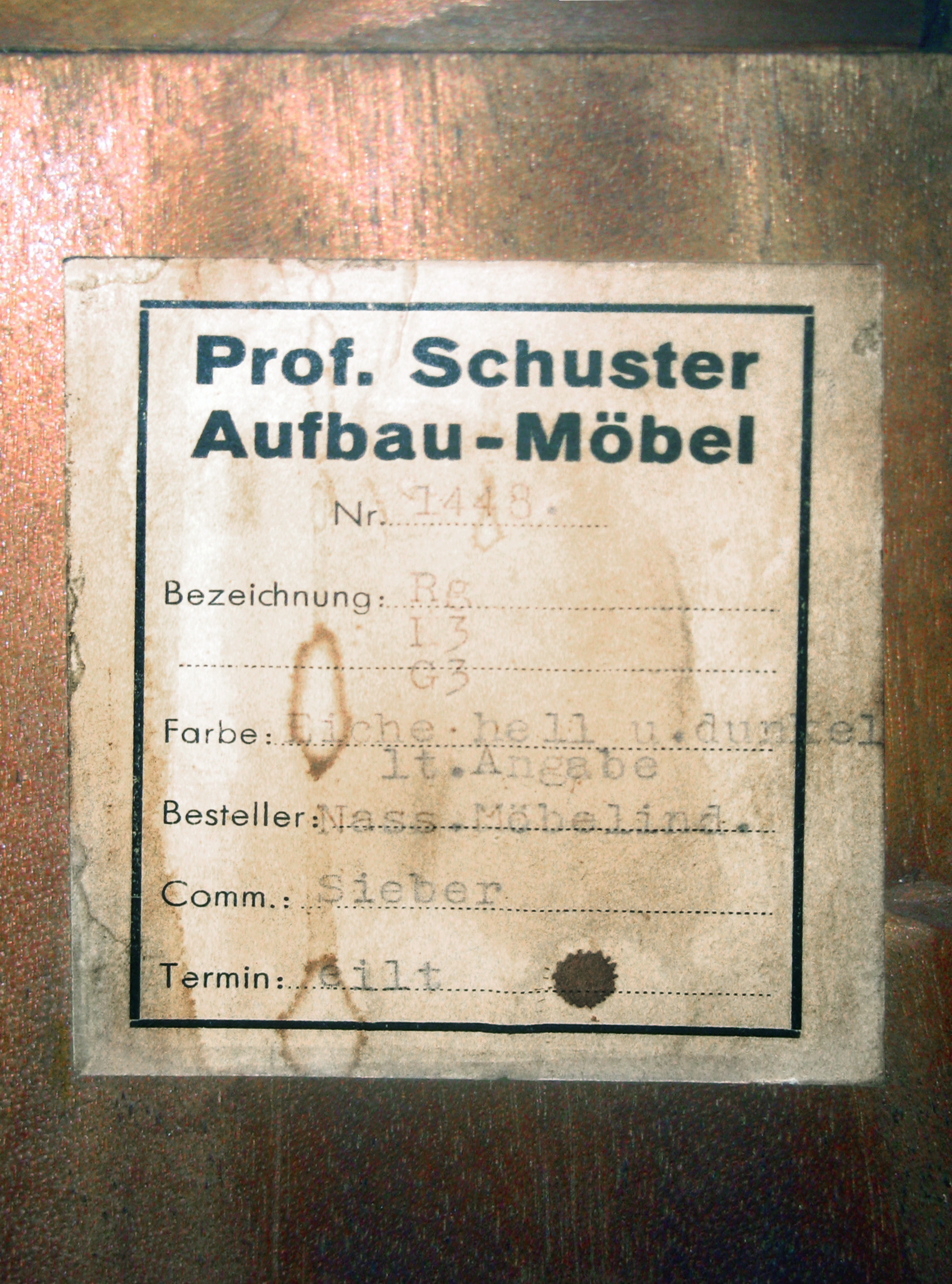
Möbel aus der Serie „Aufbau-Möbel“, entworfen von Franz Schuster. Exemplar bestellt von einer Frankfurter Familie

Zwar hatten die Siedlungen Wohnraum in Frankfurt erschwinglich gemacht, durch hohe Mieten zur Deckung der Baukosten jedoch nicht unbedingt für Arbeiter. Der gestalterischen Reduktion und Vereinfachung auch zur Kostensenkung standen hochwertige Materialien gegenüber. Obwohl es sich faktisch um Großsiedlungen mit tausenden Wohnungen handelt, gelten sie als begehrter Wohnraum, bis dahin, dass Wohnungen von Mietern an Nachkommen „vererbt“ werden.
Der Bezug einer Wohnung war an zahlreiche Bedingungen geknüpft: Um eine Wohnung des Neuen Frankfurt erhalten zu können, mussten die Bewerber eine andere bezugsfähige Wohnung zurücklassen und seit mindestens einem Jahr in Frankfurt und Umgebung auf Wohnungssuche sein. Weiterhin wurde ein familiärer Bedarf sowie ein Gesundheitsattest von den zukünftigen Bewohnern eingefordert. Diese Bedingungen hatten zur Folge, dass sich insbesondere in der Anfangszeit nur die gehobene Mittelschicht die Wohnungen leisten konnte. Erst später kamen auch Arbeiter hinzu. Die Auszugrate war aufgrund der hohen Mietpreise zu Beginn vergleichsweise hoch. Der Einhaltung von Sauberkeit und Ordnung in den öffentlichen Räumen wurde große Bedeutung zugemessen. Die Bewohner der Siedlungen schlossen sich zu Interessenvertretungen zusammen, die beispielsweise Mieterhöhungen anfochten, aber auch Feste organisierten. Unter den Nationalsozialisten wurden alle Initiativen verboten. Sie überließen strategisch gelegene Wohnungen Parteimitgliedern. Der architektonische Ansatz, beispielsweise durch Sichtkontakt den Rückzug ins Private zu bekämpfen, erwies sich in dieser Situation als fatal.
Häufig wird berichtet, dass die moderne Architektur den Bewohnern befremdlich erschien. Tatsächlich gab es aber viele Bewohner, die auch großbürgerliche Quartiere verließen, um eines der modernen Häuser oder eine der Wohnungen zu beziehen. Dort gab es Warmwasser, eine moderne Küche, Selbstversorgergärten und lichtdurchflutete Zimmer. Auch von den Einrichtungsvorschlägen, wie den von Franz Schuster entworfenen Systemmöbeln aus dem Frankfurter Register, machen nach wie vor viele Menschen Gebrauch. Partizipationsprobleme gab es vor allem in den unteren sozialen Schichten. So wurden schon bei Erstbezug Teile von Frankfurter Küchen demontiert und durch Buffetschränke ersetzt, die als „repräsentativer“ angesehen wurden. Die Tür zum Wohnzimmer, gedacht als kurzer Weg und Aufsicht der Mutter über die Kinder im Wohnzimmer, wurde als Stellfläche für Möbel zugemauert. Einbaubetten, die sich hochklappen ließen, etwa um mehr Platz zum Spielen für Kinder zu bieten, wurden gegen große Betten getauscht, die der Hausdame tagsüber Präsentationsfläche boten für Stickereien, handgemachte Kissen usw.

### Museale Aufarbeitung

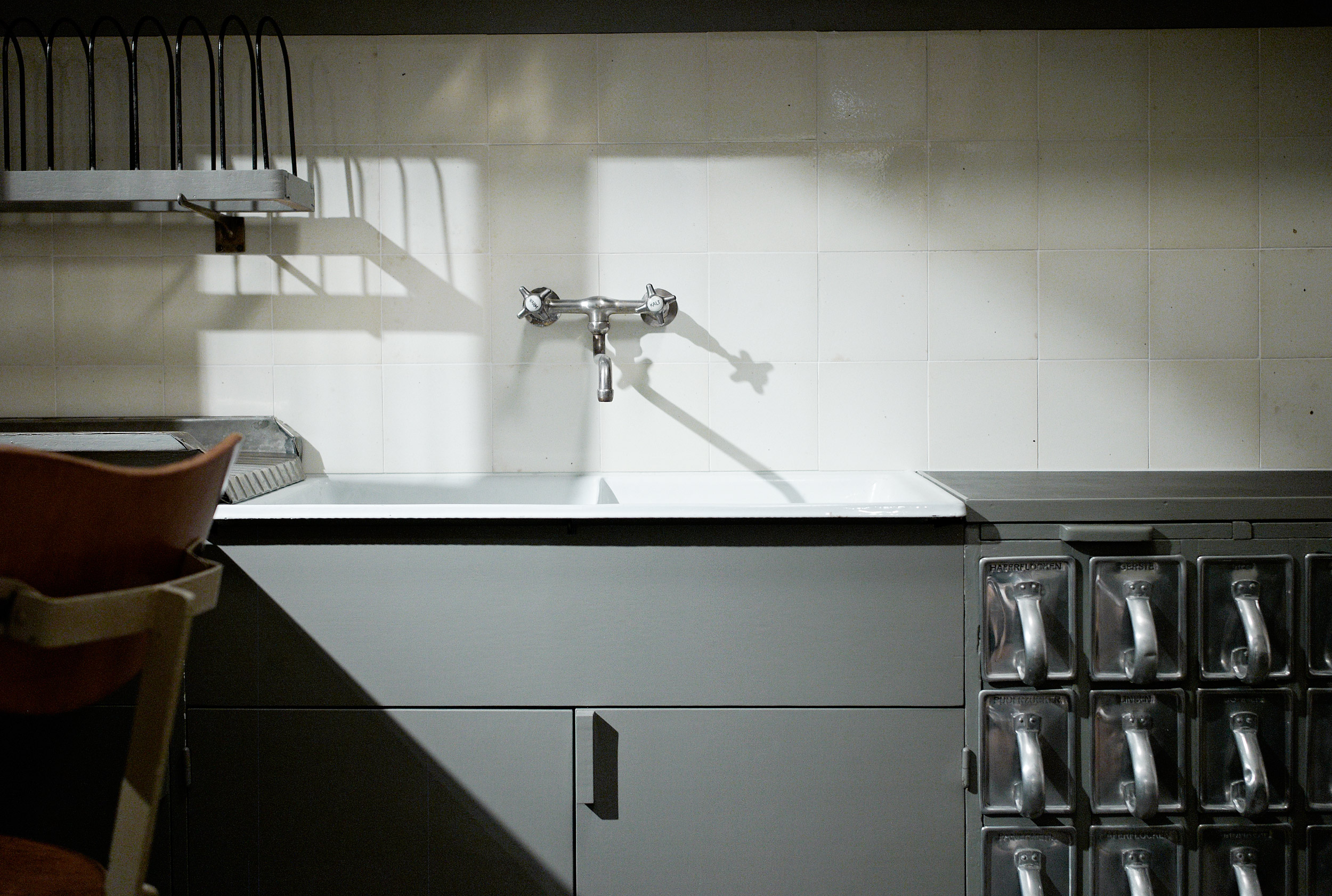
Die Frankfurter Küche im Museum of Modern Art in New York

Ab den 1970er Jahren steigerte sich das kunsthistorische Interesse an den Siedlungen. Eine museale Aufarbeitung beschränkte sich häufig auf Einzelausstellungen. Durch die Aufnahme der Frankfurter Küche in Sammlungen von Designmuseen wie dem Museum of Modern Art in New York oder dem Victoria and Albert Museum in London wurde die weltweite Anerkennung gefestigt. Aber auch andere Teile wie Leuchten oder Türklinken wurden in Sammlungen aufgenommen oder reproduziert.
In Frankfurt wurde das Universitätsbauprogramm der Goethe-Universität von Ferdinand Kramer unter dem Ausstellungstitel „Das letzte Kapitel des Neuen Frankfurt“ begonnen.

### Ernst-May-Gesellschaft

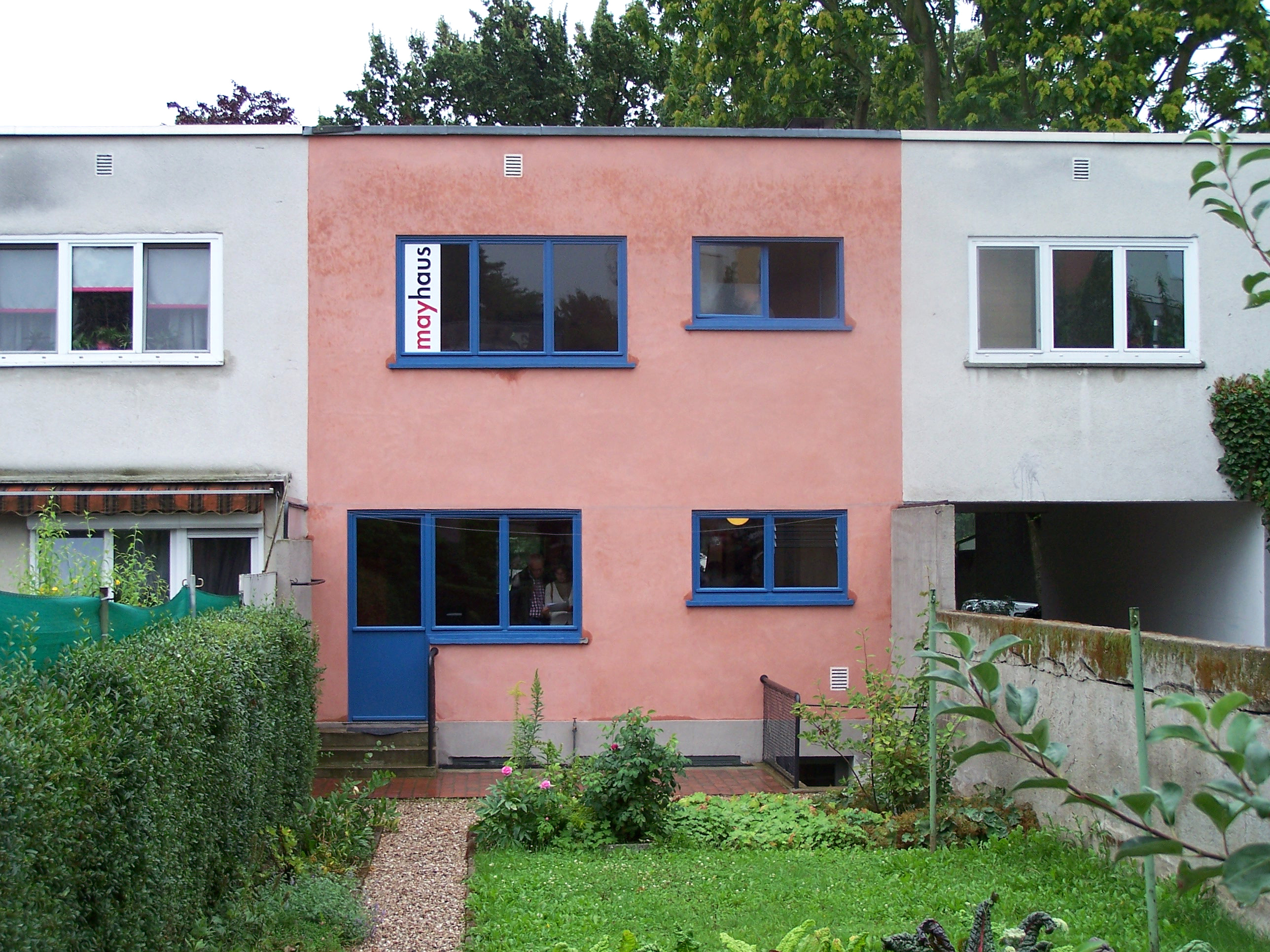
Gartenseite des Ernst-May-Hauses

2003 gründete sich die „Ernst-May-Gesellschaft“ zur „Förderung von Baukunst, Kunst und Kultur, des Denkmalschutzes sowie der Förderung von Wissenschaft und Forschung“. Ab 2006 richtete die Gesellschaft das Reihenhaus Im Burgfeld 136 in der Siedlung Römerstadt in Frankfurt-Heddernheim als Musterhaus des Neuen Frankfurt her und versetzte es in den Ursprungszustand. Das Musterhaus wird seit der Fertigstellung für Vorträge und Veranstaltungen genutzt. Außerdem wurde ein Archiv angelegt.

### Kritik
Der hessische Historiker Frank-Lothar Kroll beispielsweise schrieb 2011, dass „die in typischer Fertigbauweise errichtete[n] Frankfurter Vorortsiedlungen in Niederrad, Sachsenhausen und Bornheim genormte Öde und Monotonie“ verbreiteten.
Die 450 Seiten umfassende „Frankfurt Chronik“ von 1968 aus dem Waldemar-Kramer-Verlag widmet dem Projekt und Ernst May nur etwa 50 Worte in tabellarischem Stil.

### Versuch des Welterbe-Status
Aufgrund des weltweiten Interesses für die Bauten des Neuen Frankfurt versuchte die Stadt, sie in den Status eines Welterbes erheben zu lassen. Da die UNESCO Zusammenfassungen von Welterbe-Stätten anstrebt, und um den aufwendigen bürokratischen Aufwand zu meiden, wollte man die Siedlungen gemeinsam mit den kurze Zeit später errichteten Siedlungen der Berliner Moderne nominieren. Hierfür verweigerte die Stadt Berlin im Frühjahr 2013 ihre Zustimmung.
Der Stadt wurde empfohlen, sich mit Metropolen wie Amsterdam und Wien zusammenzutun. Da in Deutschland die Anzahl der neuen Vorschläge auf zwei je Bundesland beschränkt wurde und Hessen im Jahr 2013 bereits drei Vorschläge eingereicht hat, war ein Neuanlauf zunächst wenig erfolgversprechend.
Im März 2021 signalisierte das Land Hessen, einen der beiden Plätze auf der Vorschlagsliste für das Neue Frankfurt zu reservieren, den anderen für den frühkeltischen Fürstensitz Glauberg. Aus den Vorschlaglisten der Länder stellt der Bund dann einen Vorschlag für die UNESCO zusammen.